# 11. April
Der 11. April ist der 101. Tag des gregorianischen Kalenders (der 102. in Schaltjahren), somit bleiben 264 Tage bis zum Jahresende.

## Ereignisse

### Politik und Weltgeschehen
- 0217: In Mesopotamien wählen drei Tage nach dem Mord am römischen Kaiser Caracalla die Soldaten Macrinus zu seinem Nachfolger, nachdem der vom Heer bevorzugte Marcus Oclatinius Adventus unter Hinweis auf sein Alter die Kaiserwürde abgelehnt hat. Macrinus ist der erste Kaiser, der nicht dem Senatorenstand angehört.
- 0491: Nach dem Tod von Zenon wird auf Initiative von dessen Witwe Ariadne Anastasios I. in Konstantinopel zum Kaiser des Byzantinischen Reichs ausgerufen. Zenons übergangener Bruder Flavius Longinus lässt sich wenig später zum Gegenkaiser ausrufen.
- 0882: In der Schlacht bei Remich im heutigen Luxemburg  schlagen Wikinger, die sich auf einem Raubzug befinden, ein fränkisches Heer unter der Führung von Bischof Wala von Metz.
- 0901: Nach einem Ungarneinfall wird eine auf dem Rückweg befindliche Truppe von einem Aufgebot bayerischer Ritter am Donau-Nebenfluss Fischa östlich von Wien geschlagen.
- 1111: Mit der Geiselnahme von Papst Paschalis II. und zahlreicher kirchlicher Würdenträger erzwingt Kaiser Heinrich V. den Vertrag von Ponte Mammolo, in dem ihm die unbeschränkte Investitur zuerkannt wird, sowie die Kaiserkrönung am 13. April. Damit entscheidet er den Investiturstreit vorläufig zu Gunsten des Kaisertums.

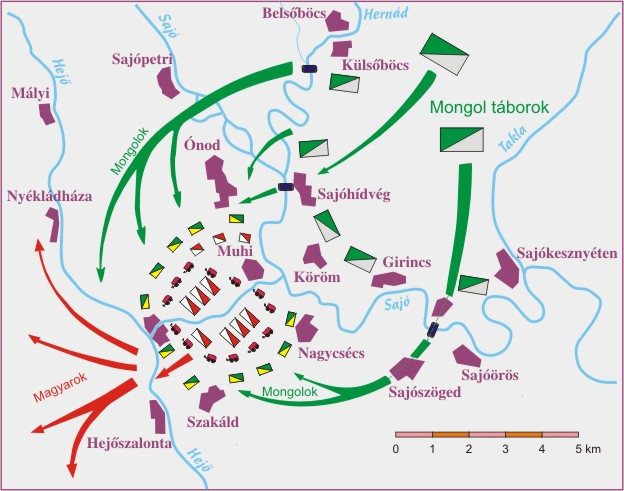
1241: Schlacht bei Muhi

- 1241: In der Schlacht bei Muhi bezwingen die Mongolen unter Batu Khan zur Zeit des Mongolensturms in Europa das Heer des ungarischen Königs Béla IV. Das ungarische Heer wird beinahe zur Gänze vernichtet, Bela selbst kann jedoch fliehen.
- 1403: Die italienischen Stadtstaaten Siena und Florenz legen einen mehrjährigen Konflikt, den auch Gian Galeazzo Visconti gefördert hat, durch einen Friedensschluss bei.

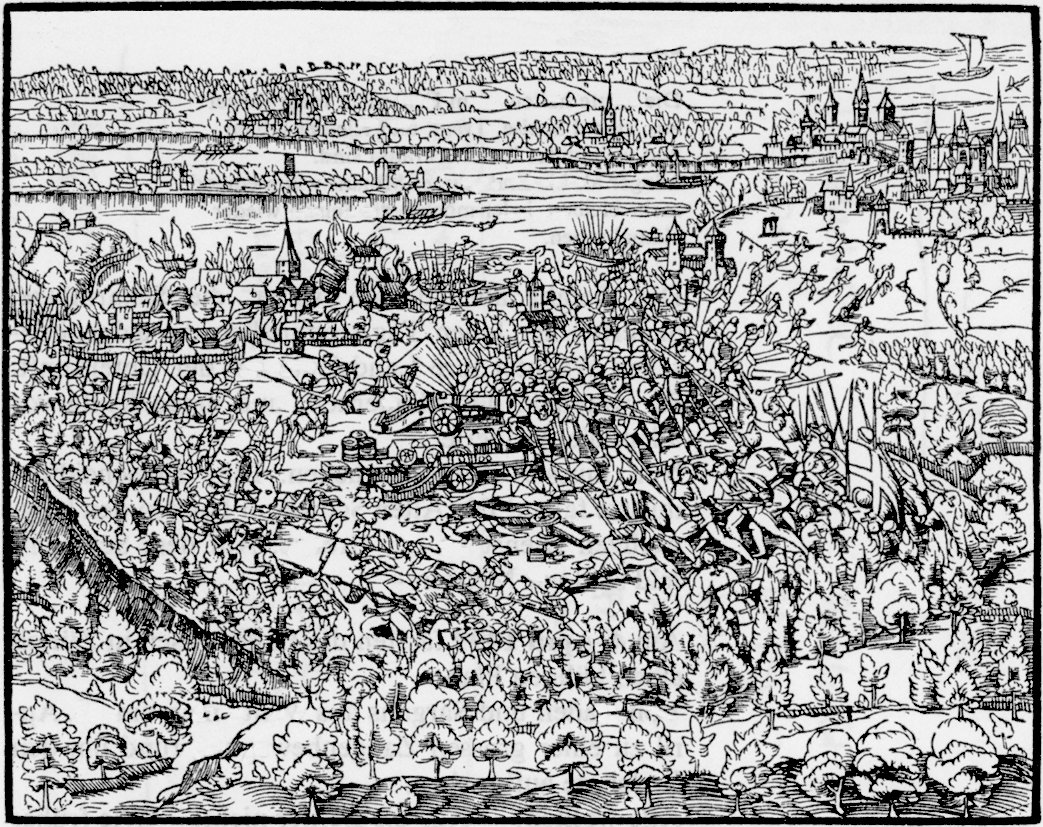
1499: Die Schlacht bei Schwaderloh

- 1499: Im Verlauf des Schwabenkriegs siegen die Eidgenossen in der Schlacht bei Schwaderloh über die Truppen des Schwäbischen Bundes.[1]
- 1512: Gaston von Foix, der Herzog von Nemours, gewinnt während der Italienischen Kriege die Schlacht bei Ravenna für Frankreich gegen die Truppen der Heiligen Liga unter Ramón Folch de Cardona, kommt dabei aber ums Leben.
- 1677: In der Schlacht bei Cassel siegen im Holländischen Krieg französische über niederländische Truppen.
- 1689: Nach dem Erfolg der Glorious Revolution in England werden Wilhelm von Oranien und seine Frau Mary in der Westminster Abbey gemeinsam zu König und Königin von England gekrönt. Es handelt sich um eine in Europa bis heute einzigartige Doppelkrönung.

1713: Europa nach dem Frieden von Utrecht

- 1713: Mit dem Frieden von Utrecht wird der Spanische Erbfolgekrieg beendet. Der Bourbone Philipp V. wird als König von Spanien anerkannt; er muss jedoch auf alle spanischen Gebiete außer das Stammland und die überseeischen Kolonien verzichten. Die Spanischen Niederlande und die italienischen Festlandbesitzungen gehen an Österreich, das Königreich Sizilien an Savoyen. Großbritannien erhält Gibraltar und Menorca.
- 1758: Großbritannien unterstützt Preußen während des Siebenjährigen Kriegs mit der Zusage von Finanzmitteln und Hilfe durch ein neu aufgestelltes Heer aus Kurhannover.
- 1809: In der Schlacht an der Baskischen Reede kann der britische Seeoffizier Thomas Cochrane zwar einen Erfolg über die französische Flotte erringen; die Ereignisse führen aber zu einem Kriegsgerichtsverfahren gegen seinen vorgesetzten Offizier Admiral James Gambier.
- 1814: Die Verbündeten der Koalitionskriege legen Napoléon eine Vereinbarung zur Unterschrift vor, welche seine bedingungslose Abdankung als Herrscher in Frankreich und in Italien vorsieht. Sie regelt seine Verbannung nach Elba. Napoléon unterschreibt den Vertrag zwei Tage später nach einem Suizidversuch in der Nacht davor.

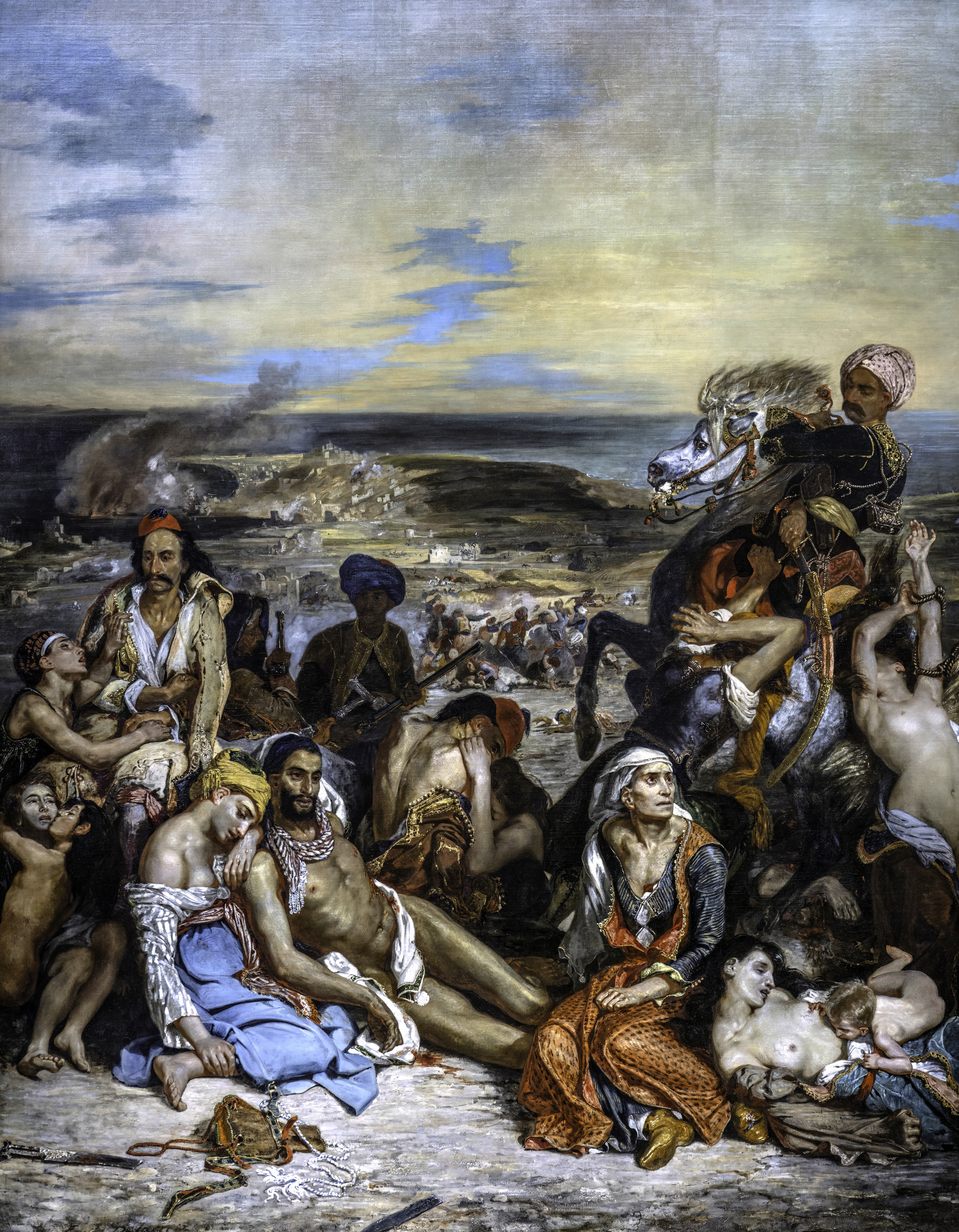
1822: Massaker von Chios

- 1822: Eine osmanische Flotte landet auf der Insel Chios im Ägäischen Meer und richtet ein Massaker unter den griechischen Einwohnern an. Der größere Teil der Bewohner wird in die Sklaverei verschleppt. Die einzigen, die vorläufig verschont werden, sind die Mastix-Bauern. Das Massaker ist eine Reaktion auf den Unabhängigkeitskampf aller Griechen.
- 1847: Im Berliner Schloss wird der Erste Vereinigte Landtag mit einer Rede von Friedrich Wilhelm IV. eröffnet.
- 1856: In der Zweiten Schlacht von Rivas in Nicaragua erleidet eine Filibuster-Truppe um William Walker eine Niederlage gegen die Truppen Costa Ricas. Letztere müssen sich anschließend jedoch zurückziehen und schleppen dabei die Cholera in ihr Heimatland ein, der 8 % der Bevölkerung zum Opfer fallen.
- 1909: Die israelischen Siedlungen Ahuzat Bayit, Nahalat Binyamin und Geula werden zu einer Stadt zusammengefasst, die nach der hebräischen Übersetzung des utopischen Romans Altneuland von Theodor Herzl Tel Aviv genannt wird.
- 1919: Die Internationale Arbeitsorganisation nimmt ihre Tätigkeit auf.
- 1919: Nach Protesten des koreanischen Widerstands gegen Japans Kolonialherrschaft gründet sich im chinesischen Shanghai eine koreanische Exilregierung unter Mitwirkung von Rhee Syng-man und Kim Gu.
- 1940: Die Stadt Łódź, seit 1. April Regierungshauptstadt des Warthelandes, wird während der Deutschen Besetzung Polens im Zweiten Weltkrieg nach dem verstorbenen General Karl Litzmann in Litzmannstadt umbenannt.
- 1941: Einen Tag nach der Ausrufung des Unabhängigen Staates Kroatien in der Folge der Zerschlagung des Jugoslawischen Staates durch die deutsche Wehrmacht im Balkanfeldzug gründet Oberst Slavko Kvaternik die Hrvatsko domobranstvo, die Kroatische Heimwehr.
- 1945: Neumarkt in der Oberpfalz erlebt im Zweiten Weltkrieg den zweiten Bombenangriff der Alliierten.

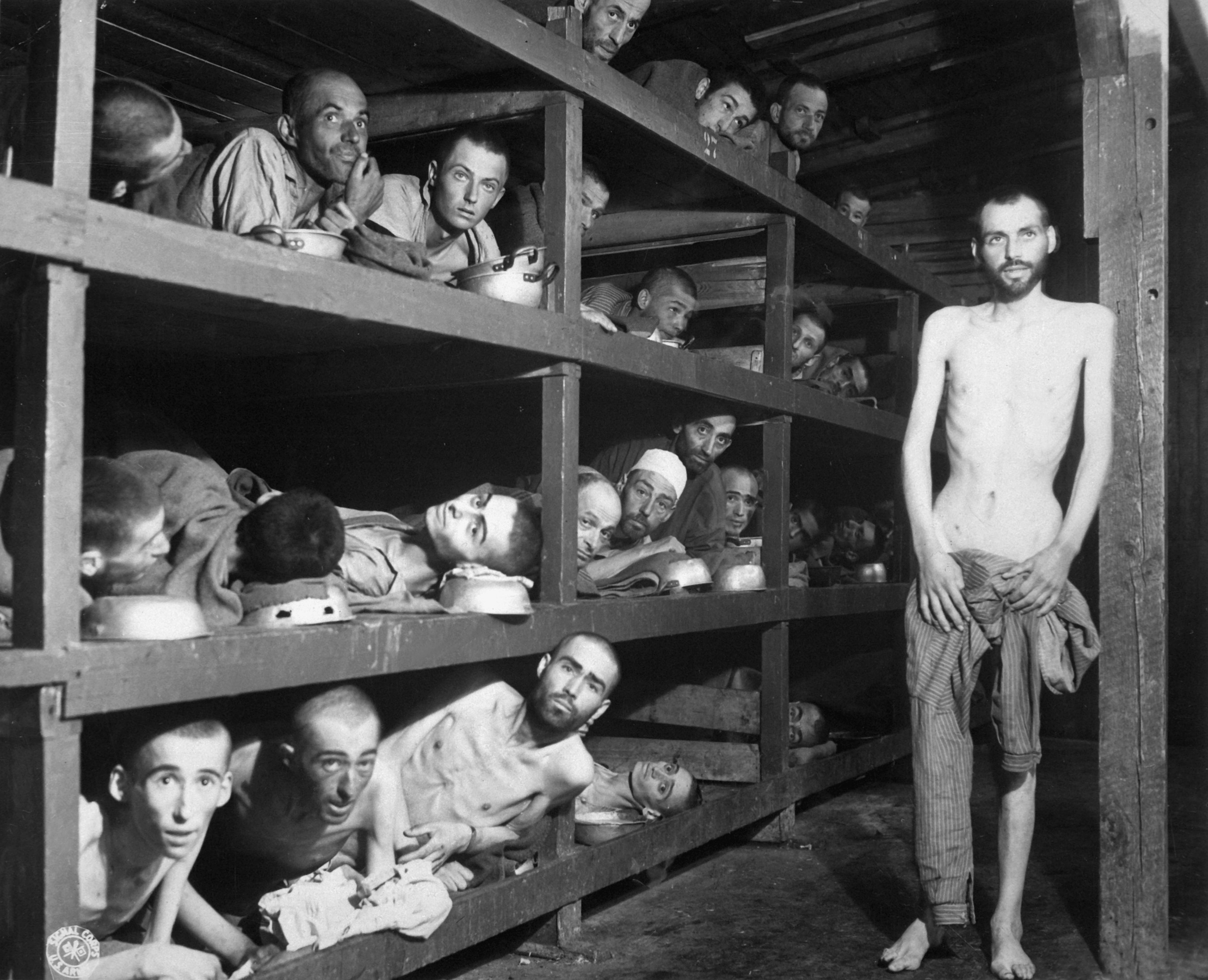
1945: Gefangene in Baracke 56 des KZ Buchenwald

- 1945: Amerikanische Truppen befreien das KZ Buchenwald, in dem sich bereits Widerstandsgruppen gebildet haben. Am gleichen Tag wird auch das KZ Mittelbau-Dora in Nordhausen befreit.
- 1951: Der US-amerikanische Präsident Harry S. Truman enthebt den Oberbefehlshaber der UNO-Truppen in Korea und Befehlshaber der US-Einheiten in Südostasien, General Douglas MacArthur, auf dessen ausdrücklichen Wunsch seines Postens und ersetzt ihn durch General Matthew B. Ridgway.
- 1961: In Israel beginnt der Prozess gegen den zuvor aus Argentinien entführten ehemaligen SS-Obersturmbannführer und Referatsleiter im Reichssicherheitshauptamt, Adolf Eichmann.

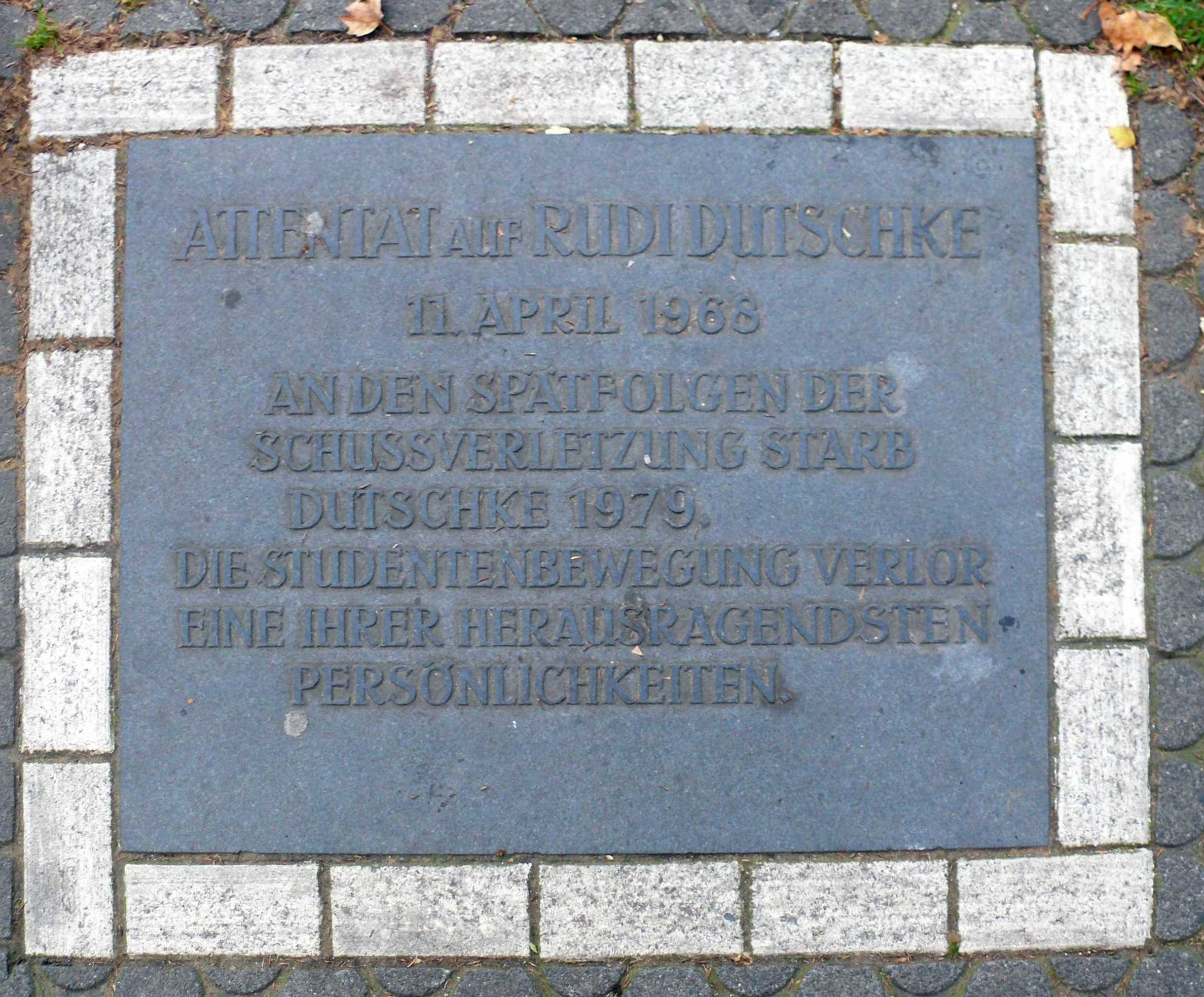
1968: Gedenktafel für Rudi Dutschke

- 1968: Rudi Dutschke, einer der führenden Köpfe der deutschen Studentenbewegung, wird durch drei Schüsse des Hilfsarbeiters Josef Bachmann lebensgefährlich verletzt.
- 1979: Tansanische Truppen marschieren unterstützt von ugandischen Widerstandsgruppen im zweiten Uganda-Tansania-Krieg in der ugandischen Hauptstadt Kampala ein und zwingen Diktator Idi Amin zur Flucht.
- 1985: In Tirana stirbt Enver Hoxha, der uneingeschränkte politische Führer Albaniens, im Alter von 76 Jahren an Herzversagen. Nachfolger wird sein Stellvertreter Ramiz Alia.
- 1994: Belgische UN-Blauhelmsoldaten der United Nations Assistance Mission for Rwanda (UNAMIR) verlassen während des Völkermords in Ruanda auf direkten Befehl ihre Basis an der École Technique Officielle in Kigali, woraufhin die dort etwa 2000 schutzsuchenden Tutsi innerhalb weniger Stunden getötet werden.
- 1996: Zur Beendigung des Granatenbeschusses auf Nordisrael durch die Hisbollah startet Israel auf Befehl von Premierminister Schimon Peres gemeinsam mit der Südlibanesischen Armee die Operation Früchte des Zorns gegen den Libanon, die bis zum 27. April dauern wird.
- 2002: In Tunesien wird der Anschlag auf die Al-Ghriba-Synagoge auf Djerba verübt, bei dem 21 Menschen sterben. Im Juni bekennt sich al-Qaida zu der Tat.
- 2002: Bei einem Streik gegen den venezolanischen Staatspräsidenten Hugo Chávez schießen Scharfschützen unterschiedlicher Gruppierungen sowohl auf Befürworter als auch auf Gegner des Präsidenten. Dabei kommen 19 Menschen ums Leben, rund 300 werden verletzt.
- 2006: Das israelische Kabinett beschließt, den erkrankten Ministerpräsidenten Ariel Scharon für dauerhaft dienstunfähig zu erklären. Sein Stellvertreter Ehud Olmert übernimmt das Amt.

### Wirtschaft
- 1854: Die Frankfurter Bank entsteht als Notenbank des Stadtstaates Freie Stadt Frankfurt.
- 1959: Nach dem Wiener Zeitungskrieg erscheint die Erstausgabe der vom Journalisten Hans Dichand mit Finanzhilfe des ÖGB gegründeten Neuen Kronen Zeitung.

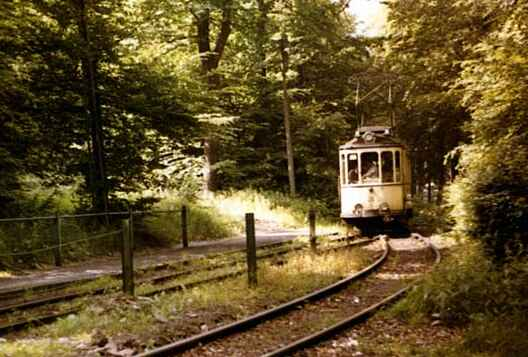
1966: Triebwagen der Herkulesbahn

- 1966: In Kassel stellt die Herkulesbahn, eine Schmalspurbahn für den Personen- und Güterverkehr im Habichtswald, nach 64 Jahren ihren Betrieb endgültig ein.
- 1980: Die von der UNCITRAL entworfene United Nations Convention on Contracts for the International Sale of Goods (CISG) über den internationalen Warenkauf wird in Wien verabschiedet. Sie tritt am 1. Januar 1990 in Kraft.

### Wissenschaft und Technik
- 0666 v. Chr.: Die historisch bedeutsame Mondfinsternis vom 10./11. April wird in Babylon auf einer Keilschrifttafel protokolliert.

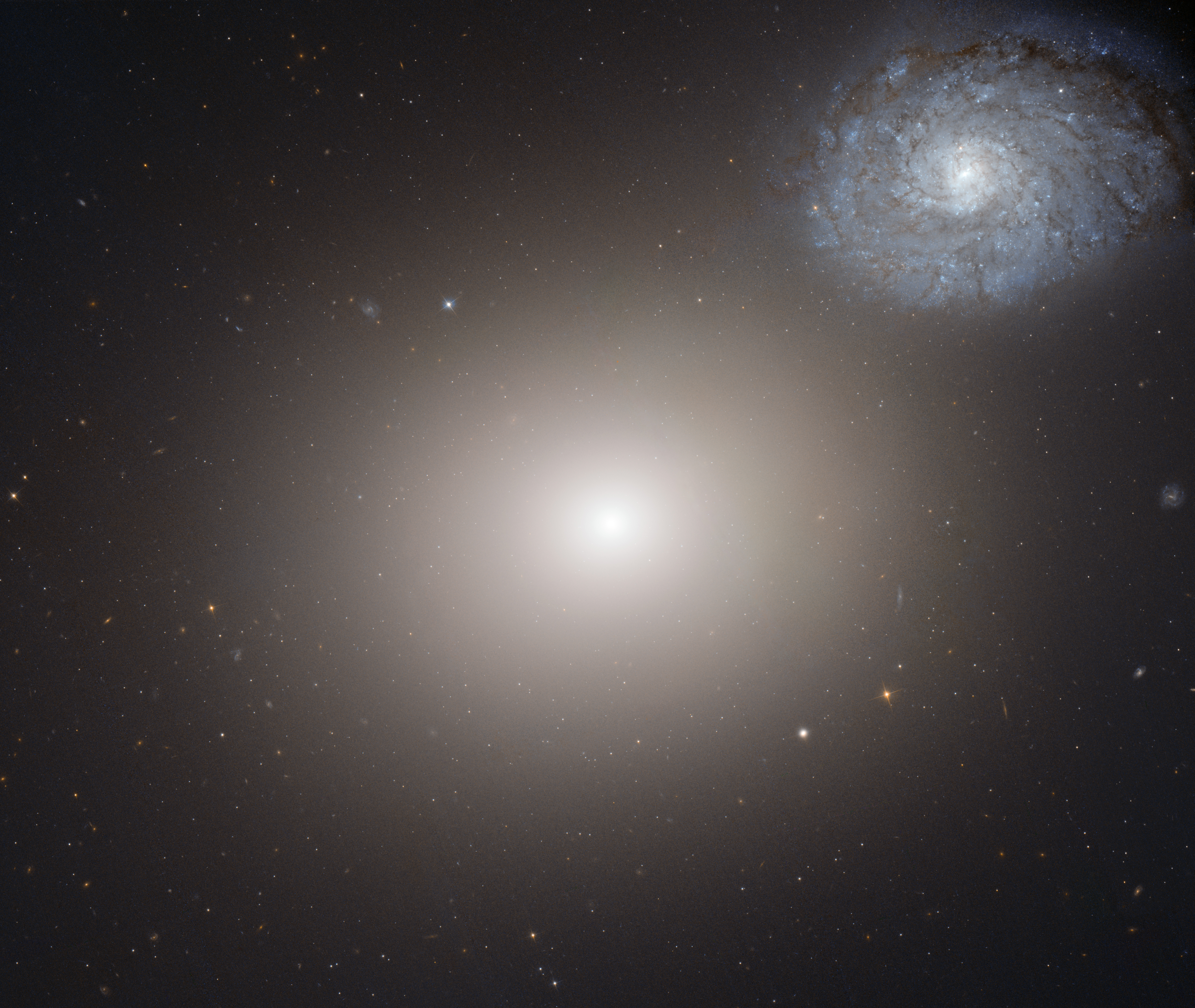
1779: Messier 60 (mitte)

- 1779: Johann Gottfried Köhler findet im Virgo-Galaxienhaufen zwei Galaxien, die vom Zweitentdecker Charles Messier wenig später als Messier 59 und Messier 60 katalogisiert werden.
- 1785: Im Sternbild Haar der Berenike spürt der deutsch-britische Wilhelm Herschel die Galaxien NGC 4393 und NGC 4889 auf.
- 1825: Der britische Astronom John Herschel entdeckt im Sternbild Jungfrau die als NGC 4416 katalogisierte Galaxie.
- 1834: John Herschel entdeckt im Sternbild Tukan den fernen Sternhaufen NGC 294.

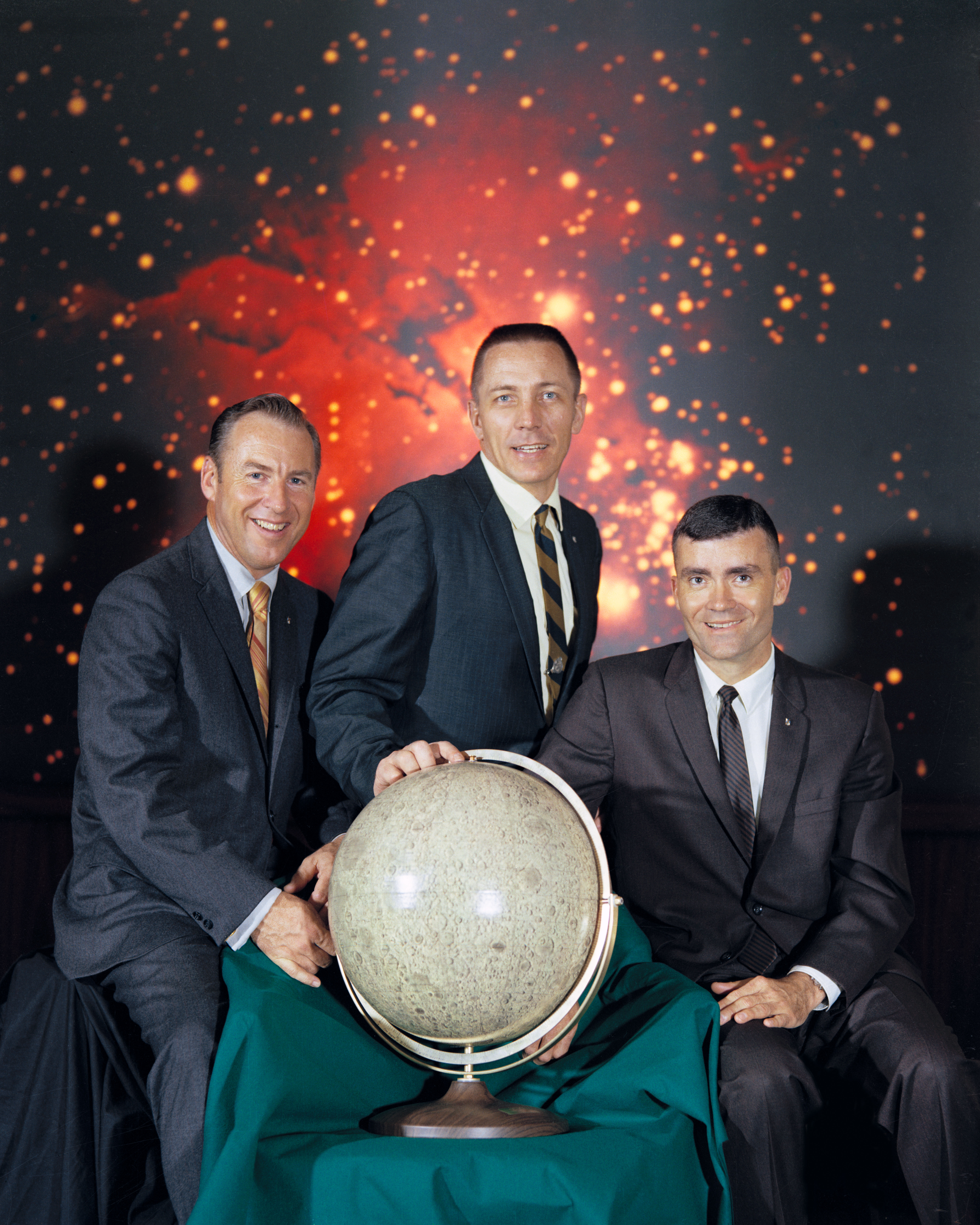
1970: Die Astronauten von Apollo 13

- 1970: Vom Kennedy Space Center in Cape Canaveral aus startet die NASA die Mondmission Apollo 13 mit Jim Lovell, Jack Swigert und Fred Haise an Bord. Nach der Explosion eines der beiden Sauerstofftanks im Servicemodul muss die dritte Mondlandung abgebrochen werden, aber es gelingt in einer weltweit beachteten dramatischen Rettungsaktion, die drei Astronauten sicher zur Erde zurückzubringen.
- 1980: Der Funkkontakt zum Lander der NASA-Raumsonde Viking 2 bricht, aufgrund des Versagens der Lander-Bordbatterie, endgültig ab.
- 1997: Der 11. April eines jeden Jahres wird als Geburtstag von James Parkinson durch die European Parkinsons Disease Association als Welt-Parkinson-Tag ausgerufen.
- 2006: Die europäische Raumsonde Venus Express der Weltraumorganisation ESA erreicht die Umlaufbahn des Planeten Venus.

### Kultur
- 1727: In der Leipziger Thomaskirche wird Johann Sebastian Bachs Matthäus-Passion uraufgeführt.

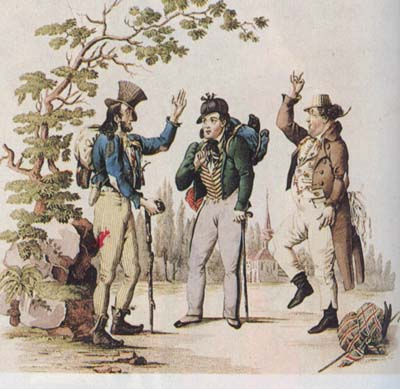
1833: Nestroys Der böse Geist Lumpazivagabundus

- 1833: Die Zauberposse Der böse Geist Lumpacivagabundus von Johann Nestroy wird am Theater an der Wien uraufgeführt. Nestroy selbst und Wenzel Scholz spielen Hauptrollen in dem zum Alt-Wiener Volkstheater gehörigen Stück. Die Musik schrieb Adolf Müller senior.
- 1871: Die Oper Mirjam von August Klughardt wird in Weimar uraufgeführt.
- 1888: Das Concertgebouw in Amsterdam wird eröffnet. Der Architekt Adolf Leonard van Gendt hat sich beim Bau vor allem vom Leipziger Gewandhaus inspirieren lassen.
- 1929: Das Kino Babylon in Berlin wird als Stummfilmkino eröffnet.
- 1932: Das epische Theaterstück Die heilige Johanna der Schlachthöfe von Bertolt Brecht wird in der Radiofassung vom Berliner Rundfunk als Uraufführung gesendet.

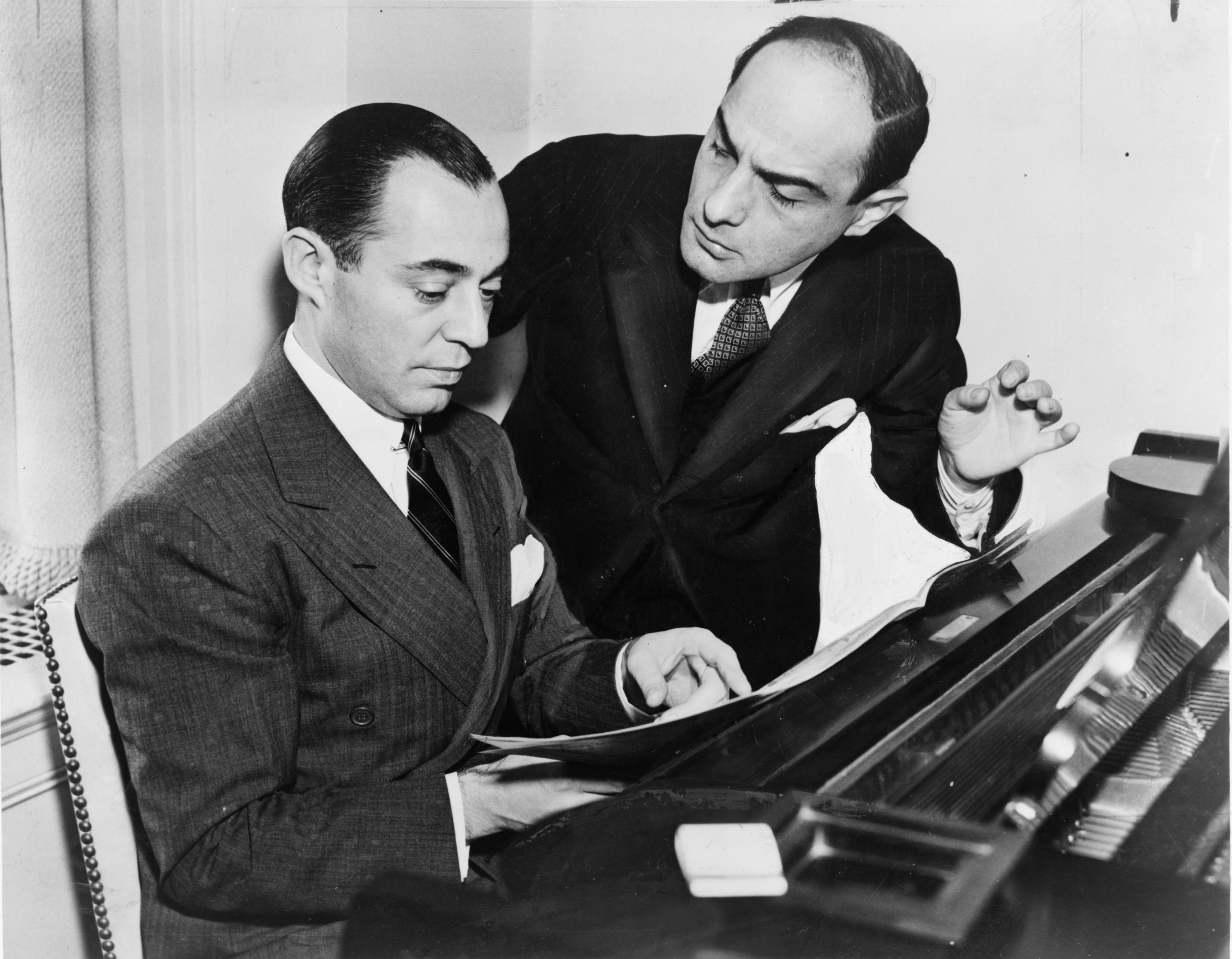
1936: Rodgers und Hart

- 1936: Das Musical On Your Toes von Richard Rodgers mit Musiktexten von Lorenz Hart hat seine Uraufführung am Broadway im Imperial Theatre. Rodgers und Hart unternehmen mit dem in Zusammenarbeit mit George Abbott entstandenen Book musical erstmals den Versuch, Ballett als handlungstragenden Teil im Stückaufbau zu verwenden. Die Choreographie stammt von George Balanchine.
- 1961: Bob Dylan hat in New York City sein Debüt als Sänger in Gerdes’ Folk City in Greenwich Village, Manhattan.

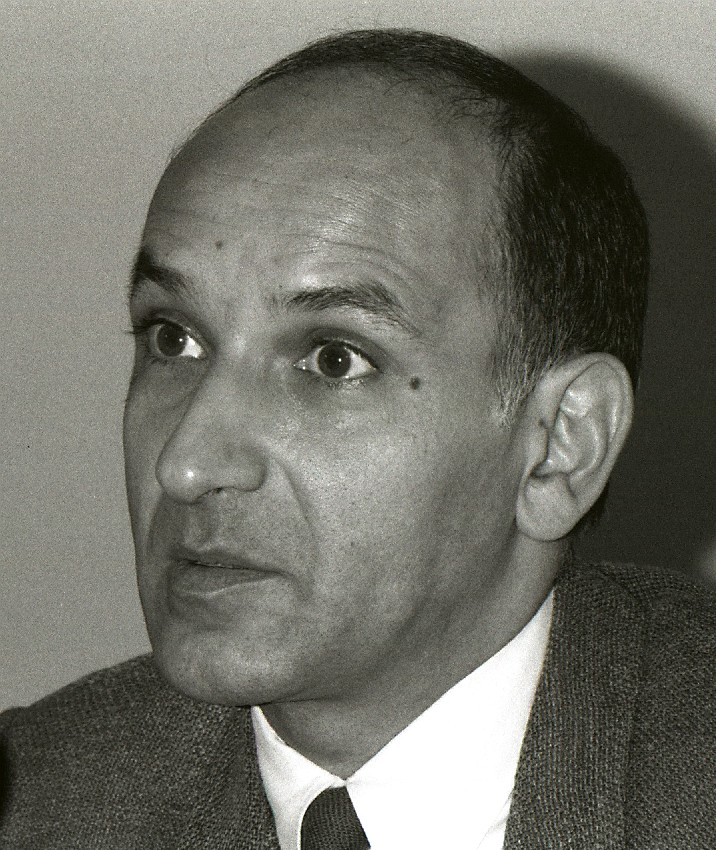
1983: Ben Kingsley

- 1983: Bei der Oscarverleihung wird Richard Attenboroughs Spielfilm Gandhi achtfach ausgezeichnet, unter anderem als Bester Film. Ben Kingsley erhält den Oscar als Bester Hauptdarsteller.

### Gesellschaft

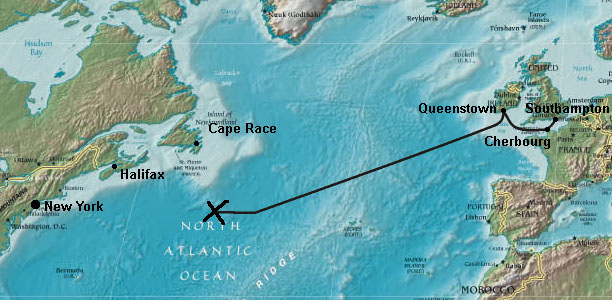
1912: Der Verlauf der Jungfernfahrt der Titanic

- 1912: Das Linienschiff Titanic der White Star Line unter Kapitän Edward John Smith verlässt den Hafen von Queenstown in Irland, wo noch einige Passagiere an Bord gegangen sind, und macht sich auf ihren Weg über den Atlantik Richtung New York.
- 2006: Der 43 Jahre lang untergetauchte Cosa-Nostra-Boss Bernardo Provenzano wird in Sizilien festgenommen.

### Religion
- 191 v. Chr.: Auf dem Palatinhügel wird in Rom der Magna-Mater-Tempel geweiht.
- 0672: Adeodatus II. wird als Nachfolger des Anfang des Jahres verstorbenen Vitalian zum Papst gewählt.

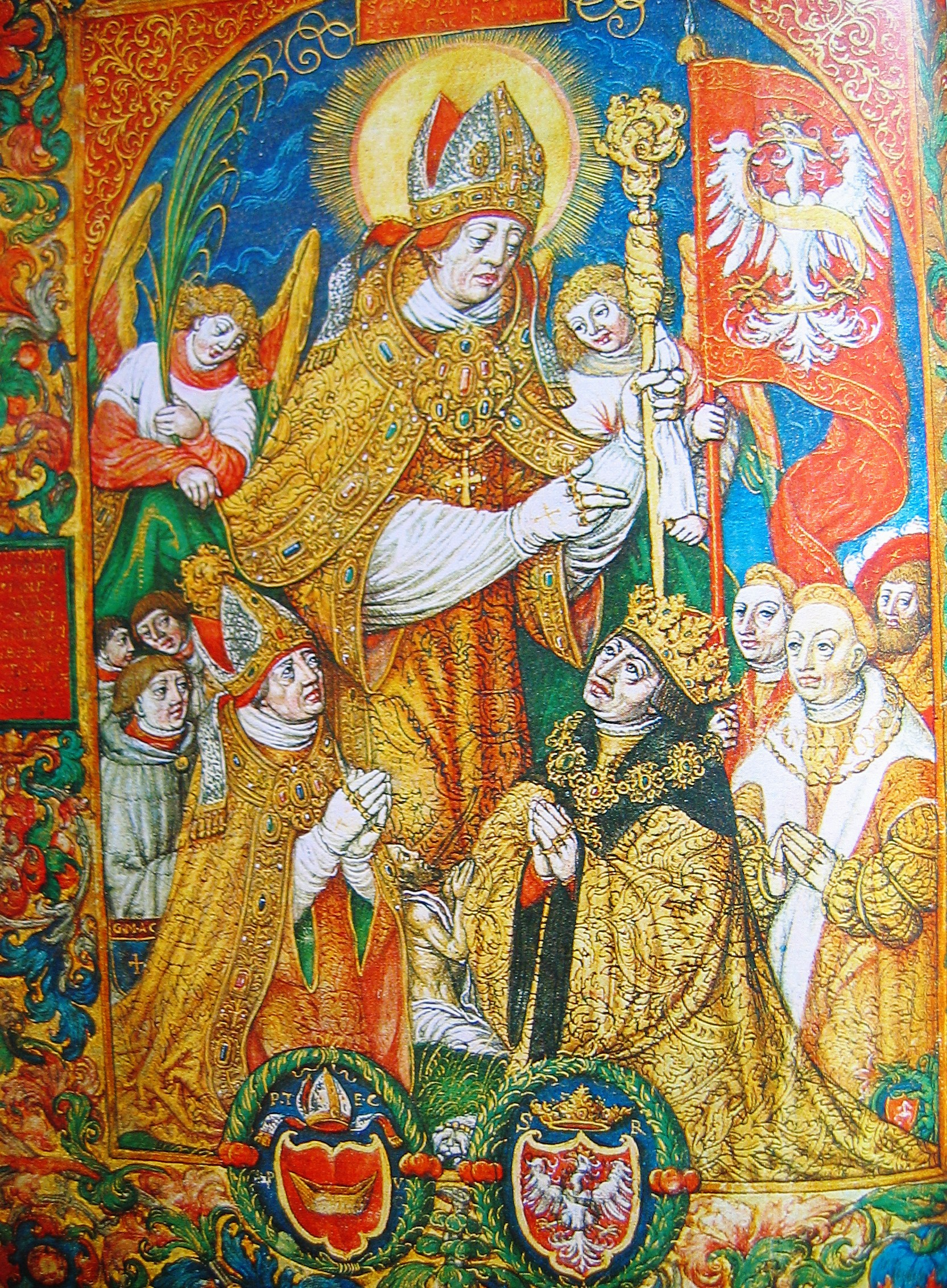
1079: Der Heilige Stanislaus

- 1079: Weil er ihn wegen seiner Untreue ermahnt hat, erschlägt der polnische Herzog Bolesław II. Erzbischof Stanislaus von Krakau, was in der Folge zu einem Volksaufstand führt.
- 1963: Papst Johannes XXIII. veröffentlicht die Enzyklika Pacem in terris. Erstmals wendet sich ein Papst damit nicht nur an die Katholiken, sondern an alle Menschen guten Willens.

### Katastrophen
- 1952: Auf dem Pan-Am-Flug 526A muss eine Douglas DC-4 vor der Küste Puerto Ricos bei schwerem Seegang notwassern. Obwohl alle 69 Insassen den Aufprall überleben, verbleiben 52 Passagiere wegen der unkoordinierten Evakuierung an Bord und gehen mit dem Flugzeug unter.
- 1996: Am späten Nachmittag bricht auf dem Düsseldorfer Flughafen ein Brand aus. 17 Menschen sterben, 88 weitere werden verletzt.

Kleinere Unglücksfälle sind in den Unterartikeln von Katastrophe und in der Liste von Katastrophen aufgeführt.

### Sport
- 1907: Im Gasthaus Zum Tannenbaum auf dem Waldhof in Mannheim entsteht aus der Fußballgesellschaft Ramelia der spätere SV Waldhof Mannheim.
- 2001: In Coffs Harbour im australischen New South Wales feiert die australische Fußballnationalmannschaft im Fußballländerspiel gegen Amerikanisch-Samoa mit 31:0 den höchsten Sieg einer Mannschaft in einem offiziellen Länderspiel. In dem Qualifikationsspiel zur Fußball-Weltmeisterschaft 2002 schießt der Stürmer Archie Thompson 13 Tore.
- 2017: Beim Anschlag auf den Mannschaftsbus von Borussia Dortmund werden drei Sprengsätze gezündet, als die Fußballmannschaft des BVB mit dem Bus auf dem Weg zum Westfalenstadion aufbricht. Durch die Explosion werden ein Polizist und der BVB-Spieler Marc Bartra verletzt. Das Spiel wird daraufhin auf den nächsten Tag verlegt.

Einträge von Leichtathletik-Weltrekorden befinden sich unter der jeweiligen Disziplin unter Leichtathletik.

## Geboren

### Vor dem 18. Jahrhundert
- 0146: Septimius Severus, römischer Kaiser
- 1184: Wilhelm von Lüneburg, einer der Erben des welfischen Allodialbesitzes im ehemaligen Herzogtum Sachsen
- 1316: Édouard I. de Beaujeu, Herr von Beaujeu und Herr von Montpensier
- 1348: Andronikos IV., byzantinischer Kaiser

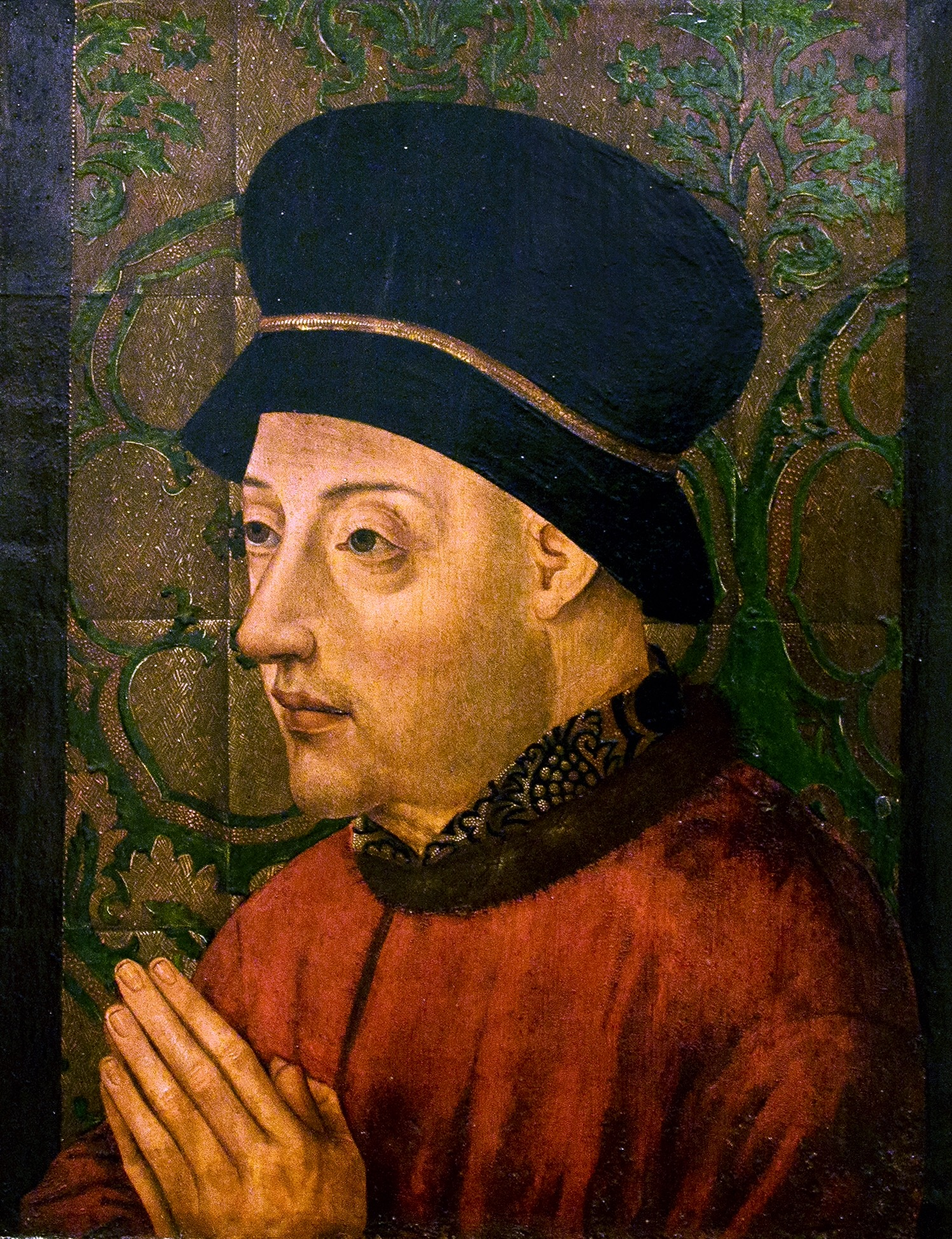
Johann I. von Portugal (* 1357)

- 1357: Johann I., König von Portugal
- 1370: Friedrich I., Fürst aus dem Hause Wettin
- 1374: Roger Mortimer, 4. Earl of March, englischer Adeliger
- 1492: Margarete von Navarra, Königin von Navarra
- 1493: Georg I., Herzog von Pommern
- 1521: Johann Ulrich Zasius, Reichsvizekanzler des Heiligen Römischen Reiches
- 1525: Ulrich Sitzinger, deutscher Jurist, Politiker und Reformator
- 1540: Johann Debel, deutscher Philologe und lutherischer Theologe
- 1557: Friedrich, Pfalzgraf und Herzog von Pfalz-Parkstein
- 1569: Georg Carolides, tschechischer Humanist und Dichter
- 1569: Eusebius Schenck, böhmischer Mediziner
- 1592: John Eliot, englischer Politiker
- 1611: Joachim Ernst von Görzke, kurbrandenburgischer Generalleutnant
- 1614: Hélène Fourment, zweite Ehefrau und Modell von Peter Paul Rubens
- 1614: Karl Eusebius von Liechtenstein, Fürst von Liechtenstein, Herzog von Troppau und Jägerndorf
- 1644: Maria Johanna von Savoyen, Herzogin von Savoyen, Gräfin von Genf und Regentin
- 1649: Friederike Amalie von Dänemark, Herzogin von Schleswig-Holstein-Gottorf
- 1661: Antoine Coypel, französischer Maler
- 1666: José de Patiño y Morales, spanischer Staatsmann
- 1672: Johann Christian Bucke, deutscher lutherischer Theologe
- 1675: Johann Daniel Herrnschmidt, deutscher lutherischer Theologe

### 18. Jahrhundert
- 1704: Ferenc Faludi, ungarischer Dichter und Gelehrter
- 1704: Hans Carl von Kirchbach, kursächsischer Bergbeamter
- 1706: Christian Ludwig Taddel, deutscher Verwaltungsjurist und Kirchenlieddichter
- 1707: George Sigismund von Canitz und Dallwitz, preußischer Landrat
- 1708: Ferdinand Bonaventura II. von Harrach, österreichischer Staatsmann, Diplomat und Großindustrieller
- 1708: Leopold von Hessen-Darmstadt, hessischer Prinz und Generalwachtmeister
- 1710: Heinrich Meene, deutscher Theologe, Konsistorialrat und Superintendent
- 1711: Johann Carl von Morawitzky, preußischer Landrat
- 1711: August Müller, deutscher Theologe
- 1713: Luise Adelgunde Victorie Gottsched, deutsche Schriftstellerin
- 1714: Ernst Gotthold Struve, deutscher Mediziner
- 1715: John Alcock, englischer Organist und Komponist
- 1715: Karl Friedrich Hundertmark, deutscher Mediziner
- 1715: Jacob Rodrigues Pereira, der erste Gehörlosenlehrer von tauben Schülern in Frankreich
- 1715: Georg Ludwig von Puttkamer, preußischer Generalmajor und Gutsherr
- 1718: Bernhard Friedrich Quistorp deutscher Theologe
- 1720: Augustin Ziegler, bayerischer Benediktiner und Abt
- 1722: Matthias Wilhelm von Below, preußischer Generalleutnant und Gouverneur der Festung Stettin
- 1723: Franz Anton Bustelli, süddeutscher Bildhauer und Modellierer
- 1733: Étienne d’Arnal, französischer Geistlicher, Ingenieur und Erfinder
- 1738: Anton I. Esterházy de Galantha, sechster Fürst der Magnatenfamilie Esterházy
- 1738: Hermann Erich Winkler, deutscher evangelischer Geistlicher

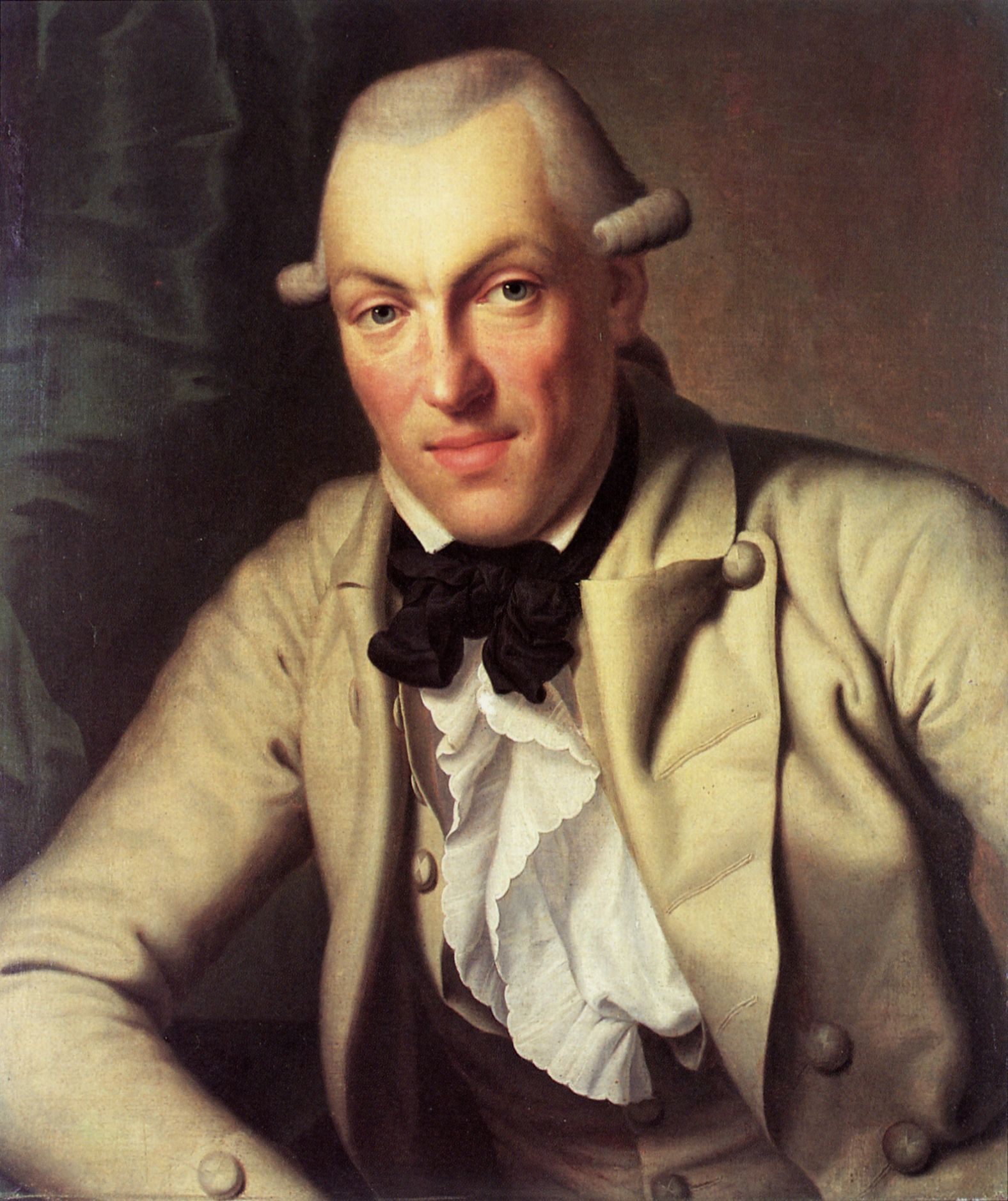
Johann Heinrich Merck (* 1741)

- 1741: Johann Heinrich Merck, deutscher Schriftsteller
- 1749: Adélaïde Labille-Guiard, französische Porträtmalerin
- 1749: Johann Emanuel Samuel Uhlig, deutscher Strumpfwirker und Organist
- 1751: Karl Christoph Förster, deutscher Pfarrer und Kirchendichter
- 1755: Georg Hubmer, österreichischer Schwemmunternehmer und Tunnelplaner
- 1755: James Parkinson, britischer Arzt, Apotheker und Paläontologe
- 1759: Johann Christoph Stierlein, deutscher Kartograph
- 1761ː Elisabeth von Staegemann, deutsche Schriftstellerin, Malerin und Salonnière in Berlin
- 1762: Alexei Bobrinski, russischer Generalmajor und unehelicher Sohn Katharinas II.
- 1766: Anton von Wienskowski, preußischer Generalmajor
- 1767: Jean-Baptiste Isabey, französischer Maler
- 1768: Friedrich August Ludewig, deutscher Geistlicher, Pädagoge und Schriftsteller
- 1769: František Vladislav Hek, tschechischer Patriot, Dichter und Publizist
- 1769: Jean Lannes, französischer General, Marschall von Frankreich
- 1770: George Canning, britischer Politiker und Premierminister
- 1770: Karl Gustav Friedrich Schwalbe, deutscher Lehrer und Schriftsteller
- 1773: Georg August von Auenfels, österreichischer Generalmajor und Ritter des Militär-Maria-Theresia-Ordens
- 1779ː Louise Reichardt, deutsche Sängerin, Komponistin, Musikpädagogin
- 1779: Burkhard Wilhelm Seiler, deutscher Mediziner
- 1783: Ludwig von Jenichen, preußischer Generalleutnant
- 1790: George Rockingham Gilmer, US-amerikanischer Politiker

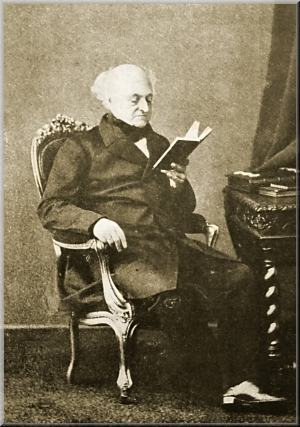
Désiré Beaulieu (* 1791)

- 1791: Désiré Beaulieu, französischer Komponist
- 1794: Edward Everett, US-amerikanischer Politiker der Whig-Partei und Außenminister
- 1796: Friedrich Bröhmer, deutscher Beamter
- 1798: Alfred V. du Pont, US-amerikanischer Industrieller

### 19. Jahrhundert

#### 1801–1850
- 1801: Claude Tillier, französischer Schriftsteller
- 1801: Christoph Vorholz, deutscher Bäcker und Dichter
- 1802: Richard Saunders Dundas, britischer Marineoffizier
- 1802: Adolphe de Graslin, französischer Entomologe
- 1802: Felix Helbling, Schweizer römisch-katholischer Geistlicher und Politiker
- 1802: Friedrich Joseph Stöhr, deutscher Politiker
- 1803: Friedrich Daniel Carl Fuhr, Kreisrat im Großherzogtum Hessen
- 1803: Friedrich Müller, deutscher Beamter und Politiker
- 1803: Adolph Schenck, deutscher Entomologe
- 1804: Otto Linné Erdmann, deutscher Chemiker
- 1804: Augustin Theiner, deutscher Kirchenrechtler und Historiker
- 1805: Bettina von Savigny, deutsche Politikergattin
- 1805: Franziska Schultze, deutsche Blumenmalerin
- 1806: Friedrich Constantin von Beust, deutscher Geologe und Jurist

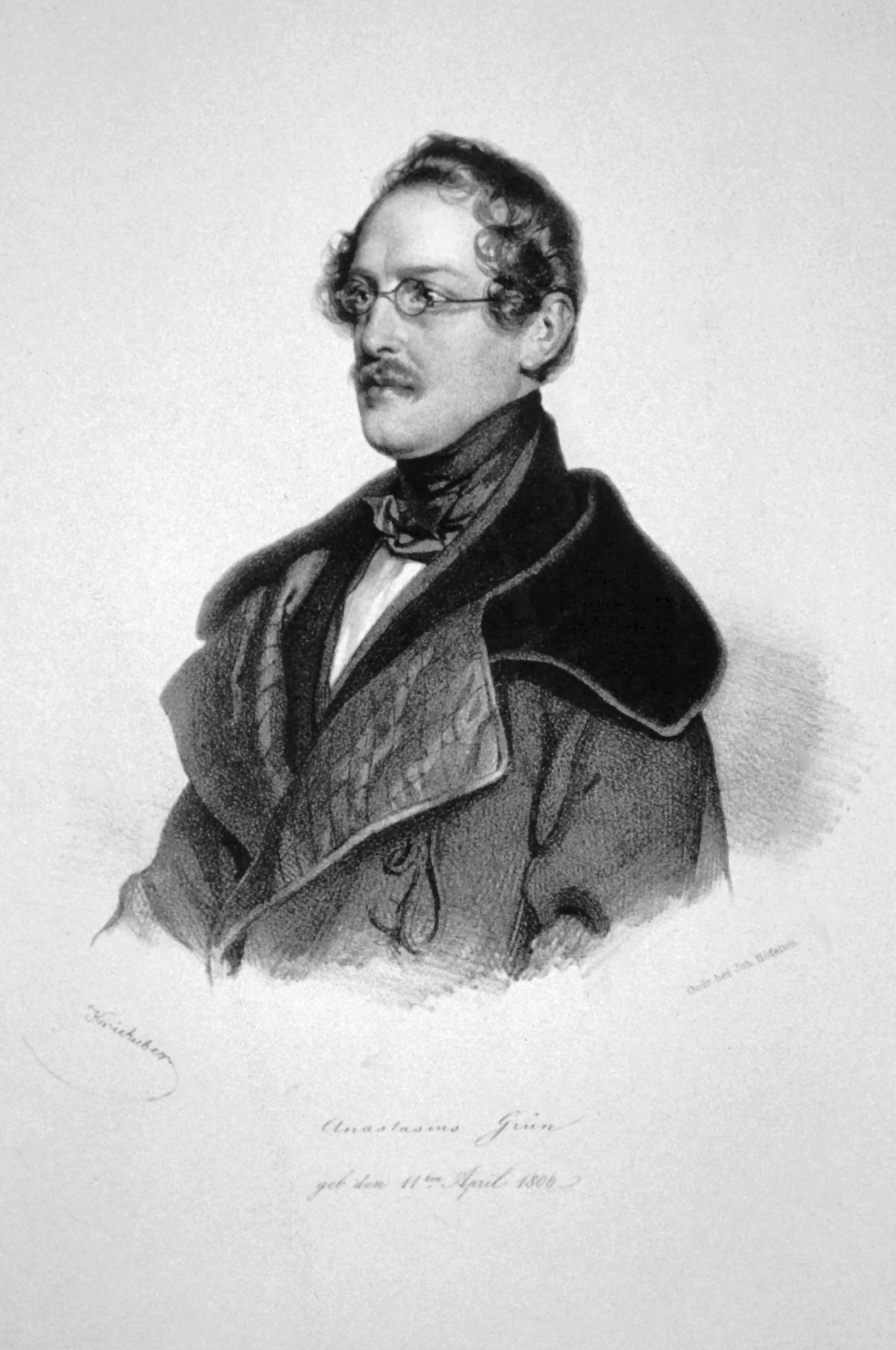
Anastasius Grün (* 1808)

- 1806: Anastasius Grün, österreichischer Politiker und Lyriker
- 1806: Pierre Guilleaume Fréderic Le Play, französischer Ingenieur, Ökonom und Sozialreformer
- 1806: Friedrich Nicolaus von Liliencron, Flensburger Oberpräsident und Abgeordneter
- 1808: Arnold Rohlfs, deutscher Orgelbauer
- 1808: Anton Martin Schweigaard, norwegischer Jurist, Wirtschaftswissenschaftler und Politiker
- 1809: Ernst Bröer, deutscher Organist und Musikant
- 1809: Emil von Rohrscheidt, deutscher Landrat, Rittergutsbesitzer und Parlamentarier in Preußen
- 1810: Johann Rudolf Kutschker, österreichischer Erzbischof und Kardinal
- 1810: Henry Creswicke Rawlinson, britischer Archäologe, Assyriologe und Diplomat
- 1811: Antonio Arcioni, Schweizer General
- 1811: Rebecka Dirichlet, deutsche Salonnière
- 1813: Carl Ferdinand Jänisch, russischer Schachspieler
- 1813: Auguste de Meuron, Schweizer Architekt
- 1814: Theodor Bertschinger, Schweizer Kaufmann und Politiker
- 1815: Clara Fey, deutsche katholische Ordensgründerin
- 1815: Friedrich Wilhelm Schwarz, deutscher Geistlicher, Begründer der Apostolischen Zending und Neuapostolischen Kirche
- 1816: Ferdinand von Kummer, preußischer General
- 1816: Petrus Matthias Snickers, niederländischer Geistlicher
- 1818: Constantin von Wurzbach, österreichischer Bibliothekar, Lexikograph und Schriftsteller
- 1819: Charles Hallé, deutscher Pianist und Dirigent
- 1820: Hermann Knoblauch, deutscher Physiker
- 1821: Johann Hartung, deutscher Bildhauer
- 1821: Otto von Schlieffen, deutscher Majoratsherr und Mitglied des Deutschen Reichstags
- 1822: Ludwig Menke, lippischer Kunstmaler und Zeichenlehrer
- 1823: Ferdinand von Meerheimb, preußischer Generalmajor und Militärschriftsteller
- 1824: Julius Newald, österreichischer Jurist und Bürgermeister von Wien
- 1824: Johanna von Puttkamer, Ehefrau Otto von Bismarcks
- 1825: Ludwig von Bredow, deutscher Verwaltungsjurist
- 1825: Emanuel Hoffmann, österreichischer Altphilologe

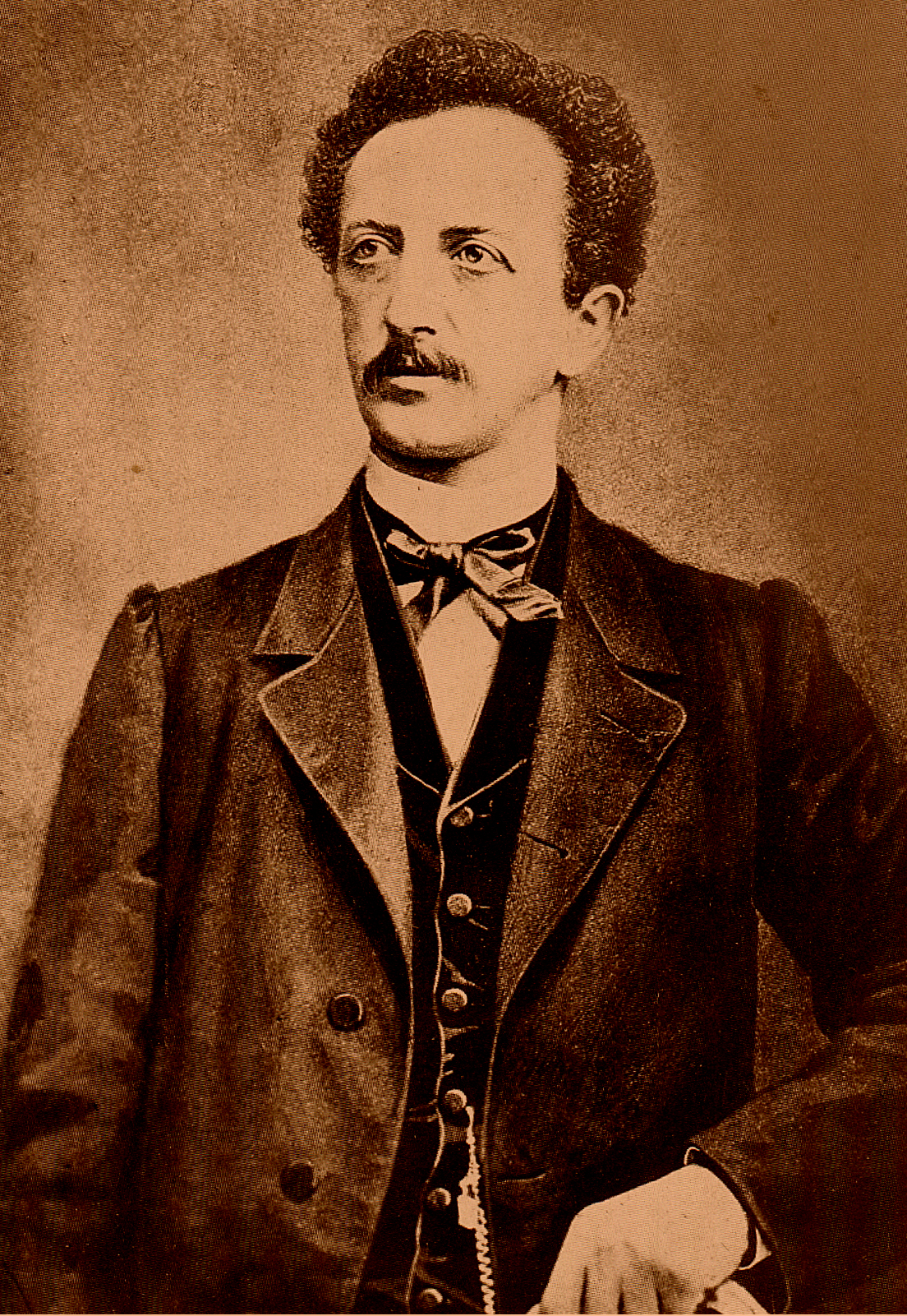
Ferdinand Lassalle (* 1825)

- 1825: Ferdinand Lassalle, deutscher Begründer der deutschen Sozialdemokratie und Arbeiterbewegung
- 1827: Isaak Auerbach, deutscher Architekt, Land- und Wasserbaumeister und Baumeister
- 1827: James Augustus Grant, britischer Offizier und Afrikareisender
- 1827: Hermann Grüneberg, deutscher Erfinder und Unternehmer
- 1829: Ernst aus’m Weerth, deutscher Historiker und Archäologe
- 1830: Paolo Serrao, italienischer Komponist und Musikpädagoge
- 1833: Fredrik von Otter, schwedischer Admiral und Ministerpräsident
- 1838: Hermann Vogelsang, deutscher Geologe
- 1839: Ludwig Auer, deutscher christlicher Bildungsreformer, Schriftsteller, Verleger und Unternehmer
- 1843ː Eleonore Benzinger-Wahlmann, österreichische Kinderdarstellerin und Theaterschauspielerin
- 1845: Johann Berger, österreichischer Schachspieler und -theoretiker
- 1845: Otto Hense, deutscher Altphilologe
- 1846: Josef Rodenstock, deutscher Industrieller und Begründer des Unternehmens Rodenstock

#### 1851–1900
- 1851: Johannes Lehmann-Hohenberg, deutscher Geologe
- 1852: Bérenger Saunière, französischer Pfarrer in Rennes-le-Château
- 1854: Ernst Noelle, deutscher Stahlbauunternehmer
- 1854: Luigi Vanoni, Schweizer Ingenieur
- 1855: Ettore Ximenes, italienischer Bildhauer
- 1857: Gabriela Zapolska, polnische Schriftstellerin
- 1860: Ferdinand Boberg, schwedischer Architekt
- 1861: Émile Bouichère, französischer Organist
- 1862: Heinrich Cunow, deutscher Politiker

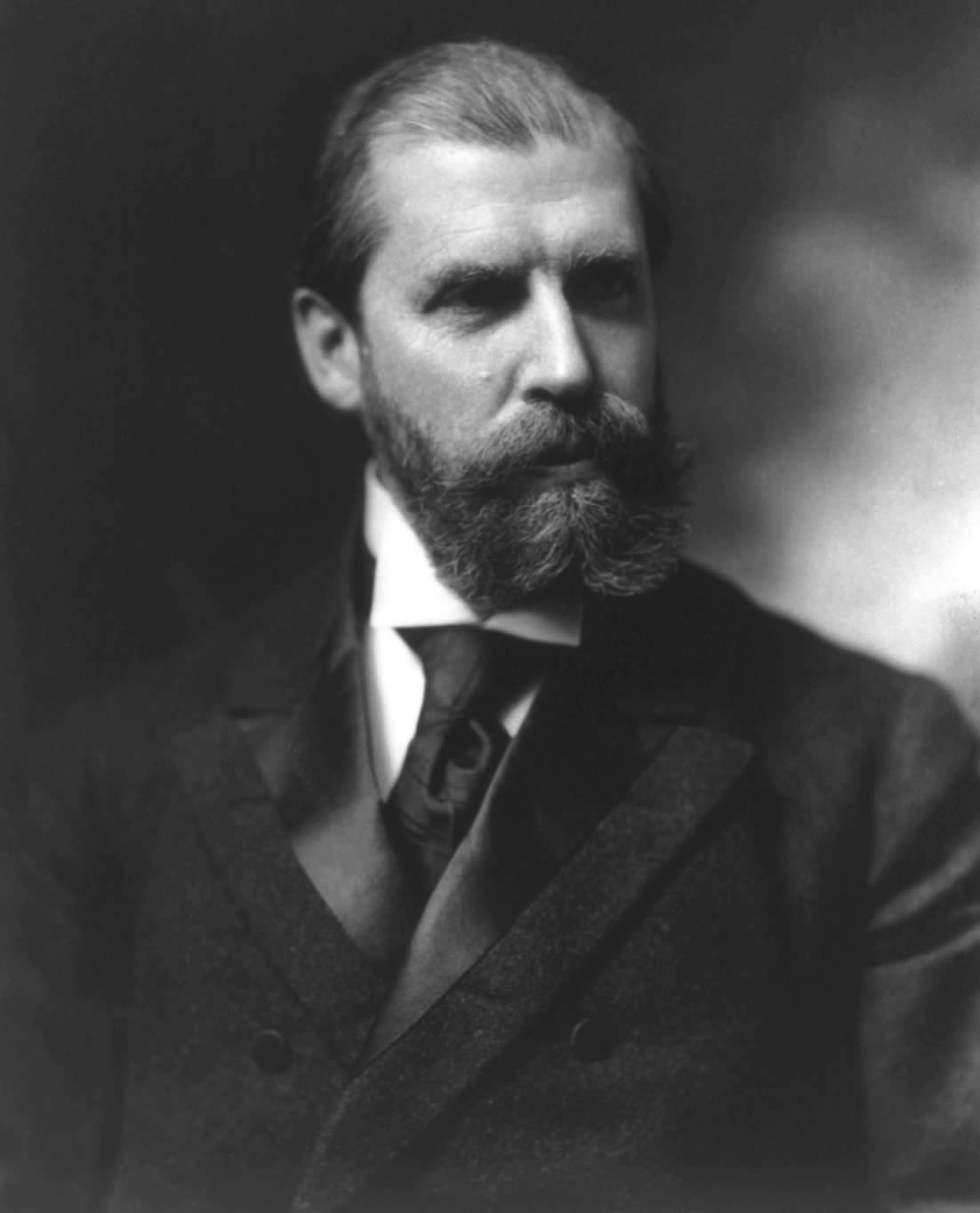
Charles Evans Hughes (* 1862)

- 1862: Charles Evans Hughes, US-amerikanischer Politiker
- 1864: Lillie P. Bliss, US-amerikanische Kunstsammlerin und Mäzenin, Mitbegründerin des Museum of Modern Art
- 1864ː Johanna Elberskirchen, deutsche Schriftstellerin, Feministin und LGBT-Aktivistin
- 1864: Ernst Karl August Klemens von Mann, deutscher Vizeadmiral
- 1867: William Edwin Haesche, US-amerikanischer Komponist
- 1869: Gustav Vigeland, norwegischer Bildhauer
- 1871: Theodor Pallady, rumänischer Maler
- 1873: Gustav Böß, deutscher Politiker, Oberbürgermeister von Berlin
- 1873: Angelo Nessi, Schweizer Journalist und Librettist
- 1876: Iwane Dschawachischwili, georgischer Historiker
- 1878: Heinrich Altherr, Schweizer Maler
- 1878: Kathleen Clarke, irische Politikerin
- 1881: Harvey Bartlett Gaul, US-amerikanischer Komponist und Organist
- 1881: José Fórmica, spanischer Ruderer
- 1882: Rudolf Egger, österreichischer Althistoriker und Archäologe
- 1885: William George Arthur Ormsby-Gore, 4. Baron Harlech, britischer Bankmanager und Politiker
- 1887: Wilhelm Bette, deutscher Politiker
- 1888: Paul Appenzeller, Schweizer Mundartautor
- 1889: Nick LaRocca, US-amerikanischer Kornettist, Bandleader und Jazzpionier
- 1890ː Elfriede Kaiser-Nebgen, deutsche Widerstandskämpferin gegen den Nationalsozialismus, Sozialwissenschaftlerin und christliche Gewerkschaftsführerin
- 1892: Isacco Mariani, italienischer Motorradrennfahrer
- 1893: Dean Acheson, US-amerikanischer Politiker
- 1894: Lev Blatný, tschechischer Dichter, Autor, Theaterkritiker und Dramaturg
- 1895: Friedrich Pruss von Zglinicki, deutscher Schriftsteller, Illustrator und Comiczeichner
- 1895: Felix Aber, deutsch-amerikanischer Rabbiner
- 1896: Ralph Hepburn, US-amerikanischer Motorrad- und Automobilrennfahrer

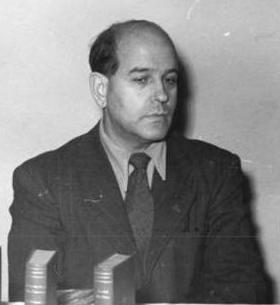
Wieland Herzfelde (* 1896)

- 1896: Wieland Herzfelde, deutscher Publizist, Autor und Verleger
- 1897: Caspar Neher, deutsch-österreichischer Bühnenbildner
- 1897: Jakob Franz Alexander Kern, deutscher Prämonstratenser, Seliger
- 1897: Michael Krasznay-Krausz, ungarisch-österreichischer Komponist
- 1898: Robert d’Escourt Atkinson, britischer Astronom, Physiker und Erfinder
- 1898: Conny Méndez, venezolanische Schauspielerin, Malerin und Karikaturistin, Schriftstellerin und Komponistin und Begründerin des Movimiento de Metafísica Cristiana
- 1899: Albrecht Aschoff, deutscher Politiker, MdB
- 1899: Leopold Hochgatterer, österreichischer Politiker
- 1899: Jean de Saussure, amerikanisch-schweizerischer evangelischer Geistlicher und Hochschullehrer
- 1900: Sándor Márai, ungarischer Schriftsteller

### 20. Jahrhundert

#### 1901–1925
- 1901: Alexander Alexandrowitsch Andronow, sowjetischer Physiker
- 1901: Donald Menzel, US-amerikanischer Astronom
- 1901: Theodor Rogalski, rumänischer Komponist
- 1902: Max Abegglen, Schweizer Fußballspieler
- 1902: Kobayashi Hideo, japanischer Literaturkritiker und Schriftsteller
- 1902: Mario Saetti, italienischer Motorrad- und Automobilrennfahrer

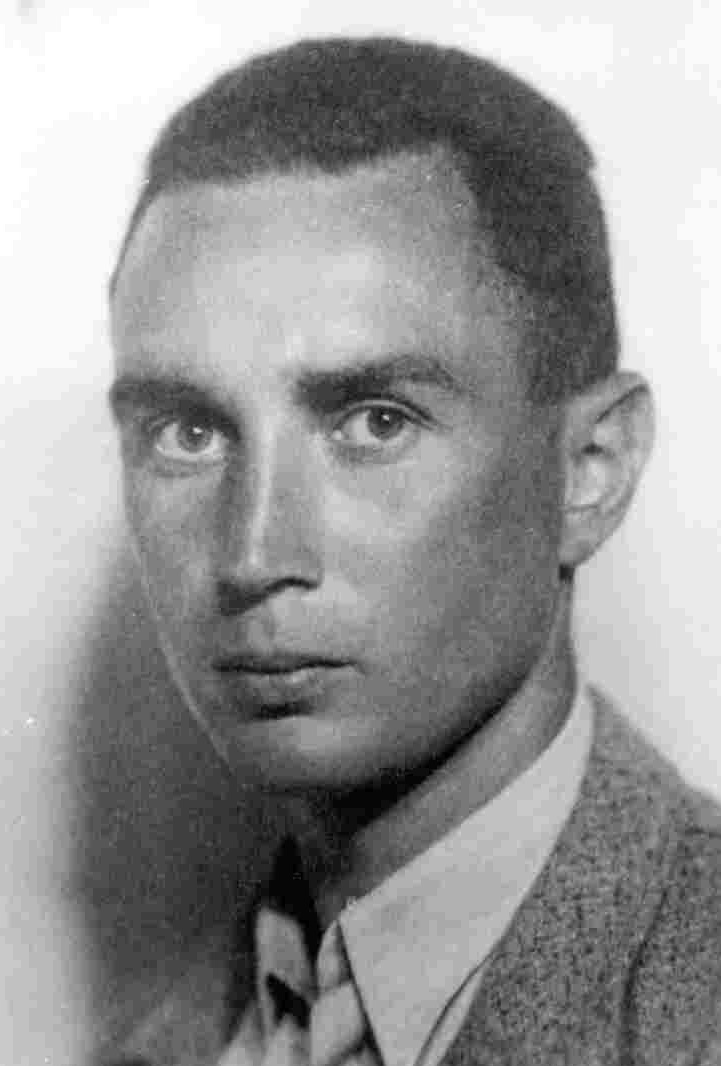
Werner Berg (* 1904)

- 1904: Werner Berg, deutscher Maler
- 1904: Erich Bödeker, deutscher Bildhauer
- 1905: Attila József, ungarischer Lyriker
- 1905: Joseph Platz, deutsch-US-amerikanischer Schachspieler
- 1906: Renato Cesarini, argentinisch-italienischer Fußballspieler und -trainer
- 1906: Meta Menz, deutsch-österreichische Ballettmeisterin und Solotänzerin
- 1906: Dale Messick, US-amerikanische Comic-Zeichnerin
- 1907: Erwin Levy, deutscher Psychologe
- 1907: Mochizuki Minoru, japanischer Begründer des Yoseikan Budō
- 1908: Karel Ančerl, tschechischer Dirigent
- 1908: Georg Brauer, deutscher Chemiker
- 1908: Josef Hermann Dufhues, deutscher Politiker
- 1908: Robert O’Brien, US-amerikanischer Autorennfahrer
- 1908: Theodor Schieder, deutscher Historiker

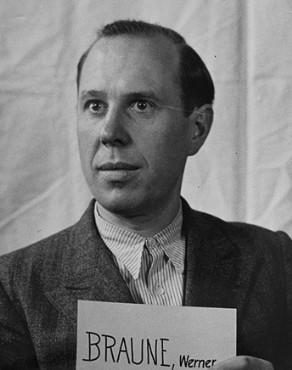
Werner Braune (* 1909)

- 1909: Werner Braune, deutscher Jurist und SS-Offizier, Anführer eines Einsatzkommandos, Kriegsverbrecher
- 1910: António de Spínola, portugiesischer General und Politiker
- 1910: Klaus-Joachim Zülch, deutscher Neurowissenschaftler
- 1911: Leopold Hawelka, österreichischer Gründer des Café Hawelka
- 1911: Stanisława Walasiewicz, polnisch-US-amerikanische Leichtathletin
- 1912: Gusti Wolf, österreichische Kammerschauspielerin
- 1913: Oleg Cassini, französischer Modeschöpfer
- 1913: Egon Franke, deutscher Politiker
- 1913: Chrystabel Leighton-Porter, englisches Modell und Inspiration für die Comicfigur Jane
- 1914: Dorothy Lewis Bernstein, US-amerikanische Mathematikerin
- 1916: Alberto Ginastera, argentinischer Komponist
- 1916: Hartwig Zürn, deutscher Prähistoriker und Landeskonservator
- 1918: Guy Gale, britischer Autorennfahrer
- 1920: René Carol, deutscher Schlagersänger, Schauspieler und Entertainer
- 1920: Marlen Haushofer, österreichische Schriftstellerin
- 1922: Aleksandar Rajtschew, bulgarischer Komponist
- 1923: Roger-Émile Aubry, Schweizer Vikar
- 1923: Klaus Franke, deutscher Politiker
- 1924: Heinz Angermeier, deutscher Historiker und Professor
- 1925ː Sonja Knittel, österreichische Sopranistin
- 1925: Vera Kluth, deutsche Schauspielerin
- 1925: Viola Gregg Liuzzo, US-amerikanische Bürgerrechtlerin
- 1925: Emil Mangelsdorff, deutscher Musiker
- 1925: Hubert Nyssen, französischer Verleger und Schriftsteller

#### 1926–1950
- 1926: David M. Abshire, US-amerikanischer Diplomat, Präsident der Richard Lounsbery Foundation
- 1926: Victor Bouchard, kanadischer Pianist und Komponist
- 1926: Pete Lovely, US-amerikanischer Autorennfahrer
- 1926: Erna Spoorenberg, niederländische Sopranistin

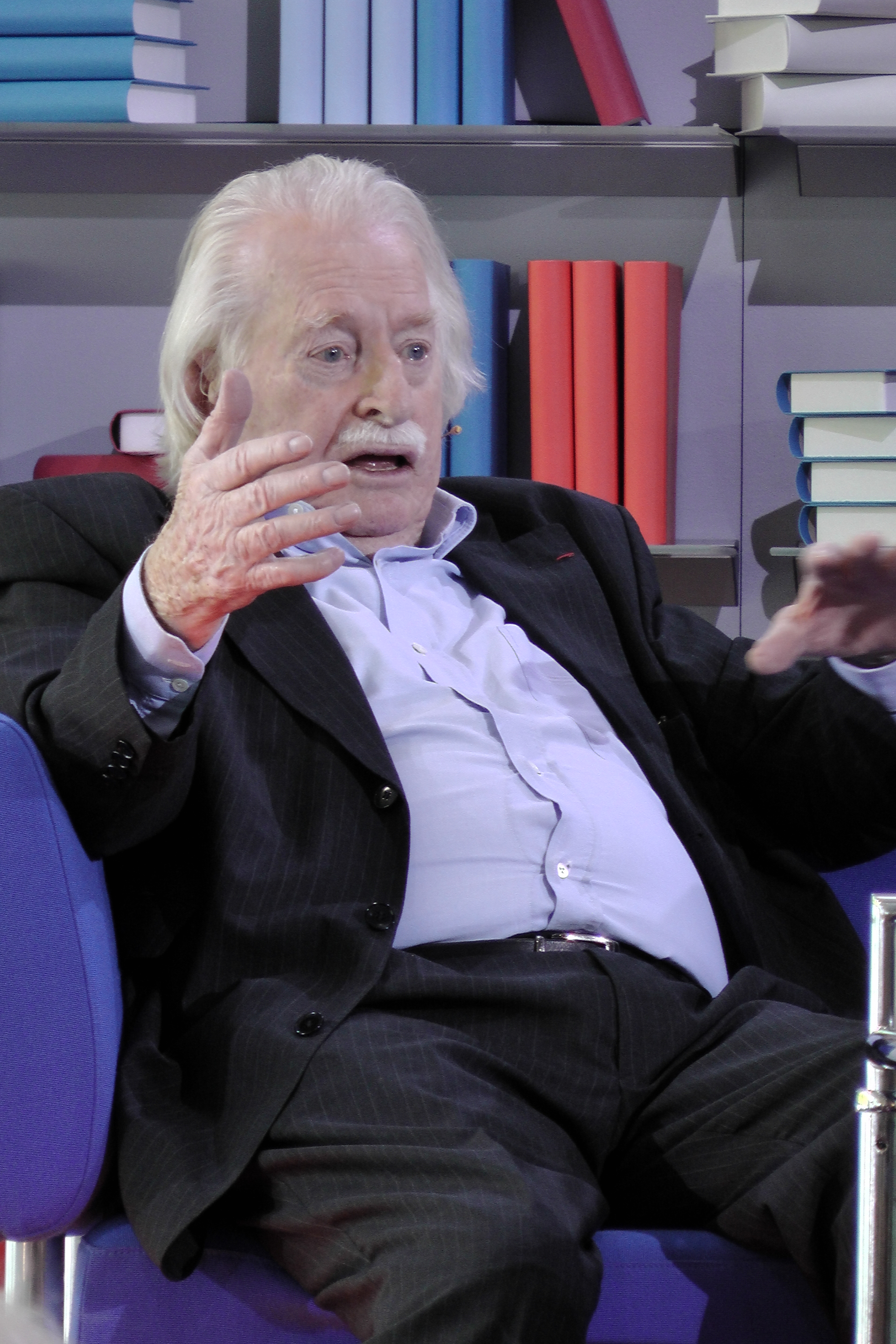
Klaus Harpprecht (* 1927)

- 1927: Klaus Harpprecht, deutscher Journalist
- 1927: Kurt Seipel, österreichischer Vermessungstechniker
- 1927: Dieter Thoma, deutscher Journalist, Moderator und Buchautor
- 1928: Ethel Kennedy, Ehefrau von Robert F. Kennedy
- 1928: Johann Staber, österreichischer Architekt
- 1929: Ian Armit, britischer Blues- und Jazzpianist
- 1929: Josef Heinen, deutscher Sprinter
- 1929: Hans Joachim Hirsch, deutscher Rechtswissenschaftler
- 1930: Nicholas F. Brady, US-amerikanischer Politiker
- 1930: Walter Krüger, deutscher Leichtathlet, Olympiamedaillengewinner
- 1930: Anton Szandor LaVey, US-amerikanischer Gründer der Church of Satan
- 1930: Josef Schädler, Liechtensteiner Maler und Zeichner
- 1930: Isolde Schmitt-Menzel, deutsche Designerin, Autorin, Illustratorin, Grafikerin und Keramikerin
- 1930: Bernhard Sutor, deutscher Politikwissenschaftler
- 1931: Sergio Sebastiani, italienischer Kardinal
- 1931: Johnny Sheffield, US-amerikanischer Filmschauspieler
- 1931: John Wofford, US-amerikanischer Vielseitigkeitsreiter
- 1932: Eduard Alexejewitsch Asaba, sowjetischer Schachkomponist

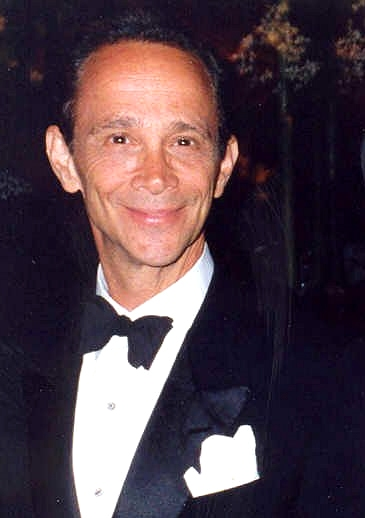
Joel Grey (* 1932)

- 1932: Joel Grey, US-amerikanischer Schauspieler
- 1933: Hermann Amborn, deutscher Ethnologe
- 1934: Norma Beecroft, kanadische Komponistin
- 1934: Helmut Janz, deutscher Leichtathlet
- 1934: Luise Schottroff, deutsche evangelische Neutestamentlerin und feministische Theologin
- 1935: Vader Abraham, niederländischer Sänger, Komponist, Texter und Produzent
- 1935: Kazys Almenas, litauischer Schriftsteller, Ingenieur und Physiker
- 1935: Richard Kuklinski, US-amerikanischer Schwerverbrecher, genannt „The Iceman“
- 1936: Jürgen Molsen, deutscher Brigadegeneral
- 1936: Jocy de Oliveira, brasilianische Pianistin und Komponistin
- 1936: Benito Rigoni, italienischer Bobfahrer
- 1936: Jimmy Sabater, US-amerikanischer Musiker und Songwriter
- 1937: Jill Gascoine, britische Schauspielerin
- 1937: Wolfgang Lüder, deutscher Kommunalpolitiker
- 1937: Gerd Osenberg, deutscher Leichtathlet
- 1937: Horst Seemann, deutscher Filmregisseur und Drehbuchautor

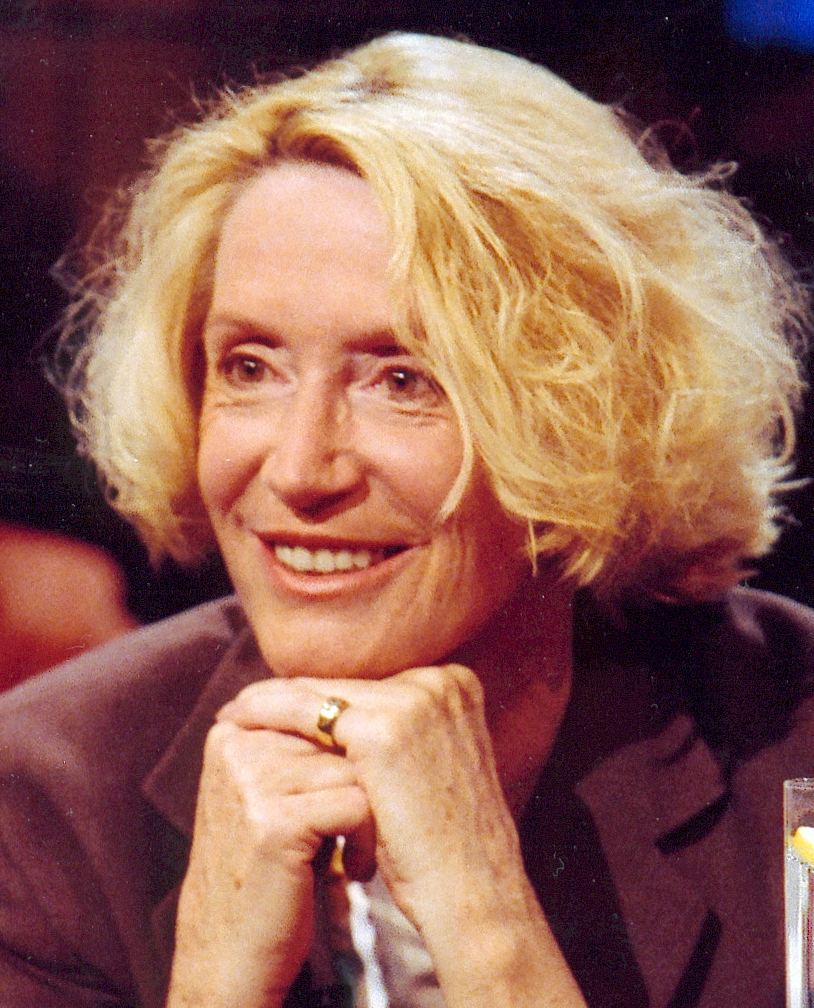
Gertrud Zelinsky (* 1937)

- 1937: Gertrud Zelinsky, deutsche Schriftstellerin
- 1938: Mohammad Ebrahimi, afghanischer Ringer
- 1938: Eckart Kuhlwein, deutscher Politiker
- 1938: Kurt Moll, deutscher Opernsänger
- 1938: Franz Nuscheler, deutscher Politologe
- 1939: Louise Lasser, US-amerikanische Schauspielerin
- 1940: Władysław Komar, polnischer Leichtathlet
- 1940: Klara Obermüller, Schweizer Journalistin und  Schriftstellerin
- 1941: Benno Hurt, deutscher Schriftsteller, Fotograf und Jurist
- 1941: Lew Platt, US-amerikanischer Manager
- 1941: Karsten Voigt, deutscher Politiker
- 1942: Anatoli Nikolajewitsch Beresowoi, sowjetischer Kosmonaut
- 1943: Adriano Frassinelli, italienischer Bobfahrer
- 1943: Poul Nielson, dänischer Politiker
- 1943: Bruce Irwin Alexander Rollick, kanadischer Badmintonspieler
- 1943: Bernard Salam, französischer Autorennfahrer
- 1943: Ernst Tippelt, deutscher Fußballspieler
- 1944: John Milius, US-amerikanischer Regisseur, Drehbuchautor und Filmproduzent
- 1944: Nicoletta, französische Chansonsängerin

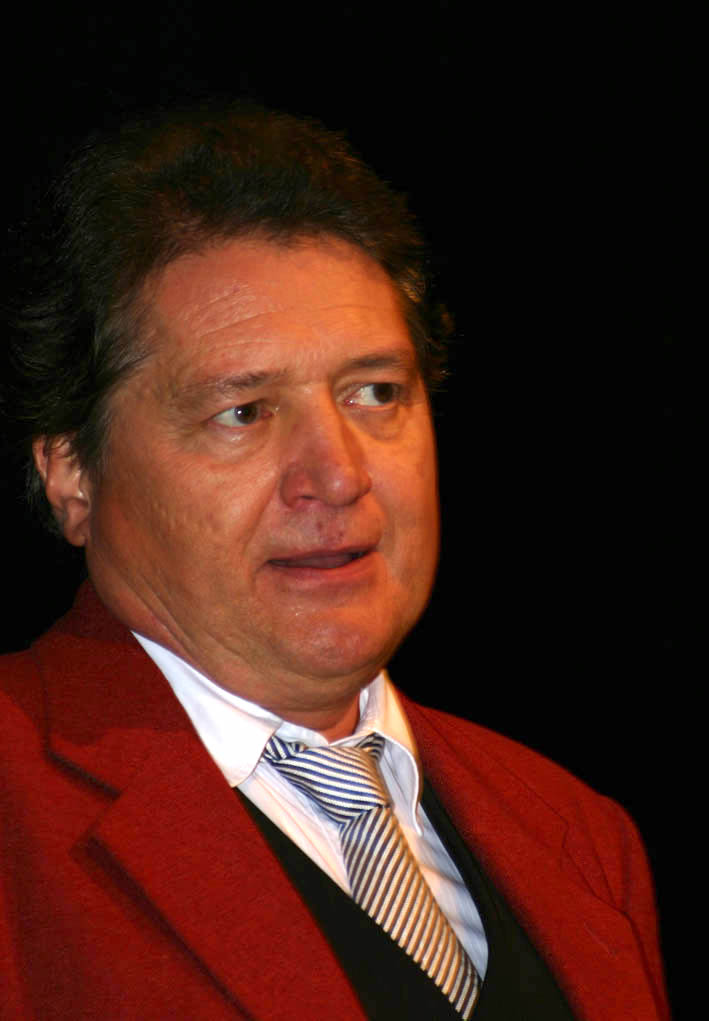
Christian Quadflieg (* 1945)

- 1945: Christian Quadflieg, deutscher Schauspieler, Regisseur und Rezitator
- 1946: Teresa Pérez Frangie, dominikanische Opernsängerin
- 1947: Hartmut Barth-Engelbart, deutscher Autor
- 1947: Uli Edel, deutscher Filmregisseur
- 1947: Anton Gigl, deutscher Fußballspieler
- 1947: Christiane Möbus, deutsche Bildhauerin
- 1947: Richard Neubauer, deutscher Eishockeyspieler
- 1947: Meshach Taylor, US-amerikanischer Schauspieler
- 1948: Georgi Alexandrowitsch Jarzew, sowjetisch-russischer Fußballspieler und -trainer
- 1948: Anke Maggauer-Kirsche, deutsche Lyrikerin und Aphoristikerin
- 1948: Wolf-Dieter Wichmann, deutscher Sportlehrer
- 1949: Dorothy Allison, US-amerikanische Schriftstellerin

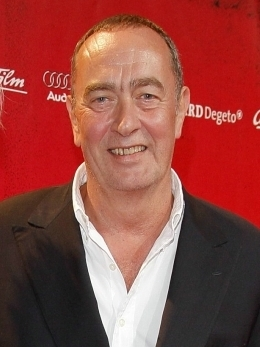
Bernd Eichinger (* 1949)

- 1949: Bernd Eichinger, deutscher Filmproduzent, Drehbuchautor und Regisseur
- 1950: Paul Fromin, französischer Komponist und Dirigent
- 1950: Gerhard Stadelmaier, deutscher Journalist und Theaterkritiker

#### 1951–1975
- 1952: Karl-Heinz Dellwo, deutscher Terrorist der Rote Armee Fraktion
- 1952: Gabriele Vonnekold, deutsche Politikerin
- 1953: Elvira Possekel, deutsche Leichtathletin, Olympiamedaillengewinnerin
- 1953: Udo Schenk, deutscher Schauspieler, Synchron- und Hörspielsprecher
- 1953: Guy Verhofstadt, belgischer Politiker, Regierungschef
- 1953: Andrew Wiles, britischer Mathematiker
- 1954: Ian F. Akyildiz, türkischer Informatiker und Ingenieur
- 1954: Waleri Garkalin, Schauspieler, Schauspiellehrer und Puppenspieler
- 1954: Willie Royster, US-amerikanischer Baseballspieler
- 1955: Stephan Gatz, deutscher Jurist
- 1955: Rudolf Kriszeleit, deutscher Jurist und Politiker
- 1955: Michel Neugarten, belgischer Autorennfahrer
- 1955: Michele Scarabelli, kanadische Schauspielerin
- 1955: Piers Sellers, britischer Astronaut
- 1956: Liliana Komorowska, polnisch-kanadische Schauspielerin
- 1957: Juan Carlos Arteche, spanischer Fußballspieler
- 1957: Jim Lauderdale, US-amerikanischer Country-Sänger und Songwriter
- 1958: Stuart Adamson, schottischer Musiker
- 1958: Sally Clark, neuseeländische Vielseitigkeitsreiterin
- 1958: Luísa Diogo, mosambikanische Politikerin, Ministerpräsidentin
- 1958: Hanna Hawrylez, ukrainische Komponistin und Musikpädagogin
- 1958: Ljudmila Andrejewna Kondratjewa, russische Leichtathletin, Olympiasiegerin
- 1958: Luc Luycx, belgischer Münzdesigner
- 1958ː Ariane Rüdiger, deutsche Schriftstellerin, LGBTIQ-Aktivistin

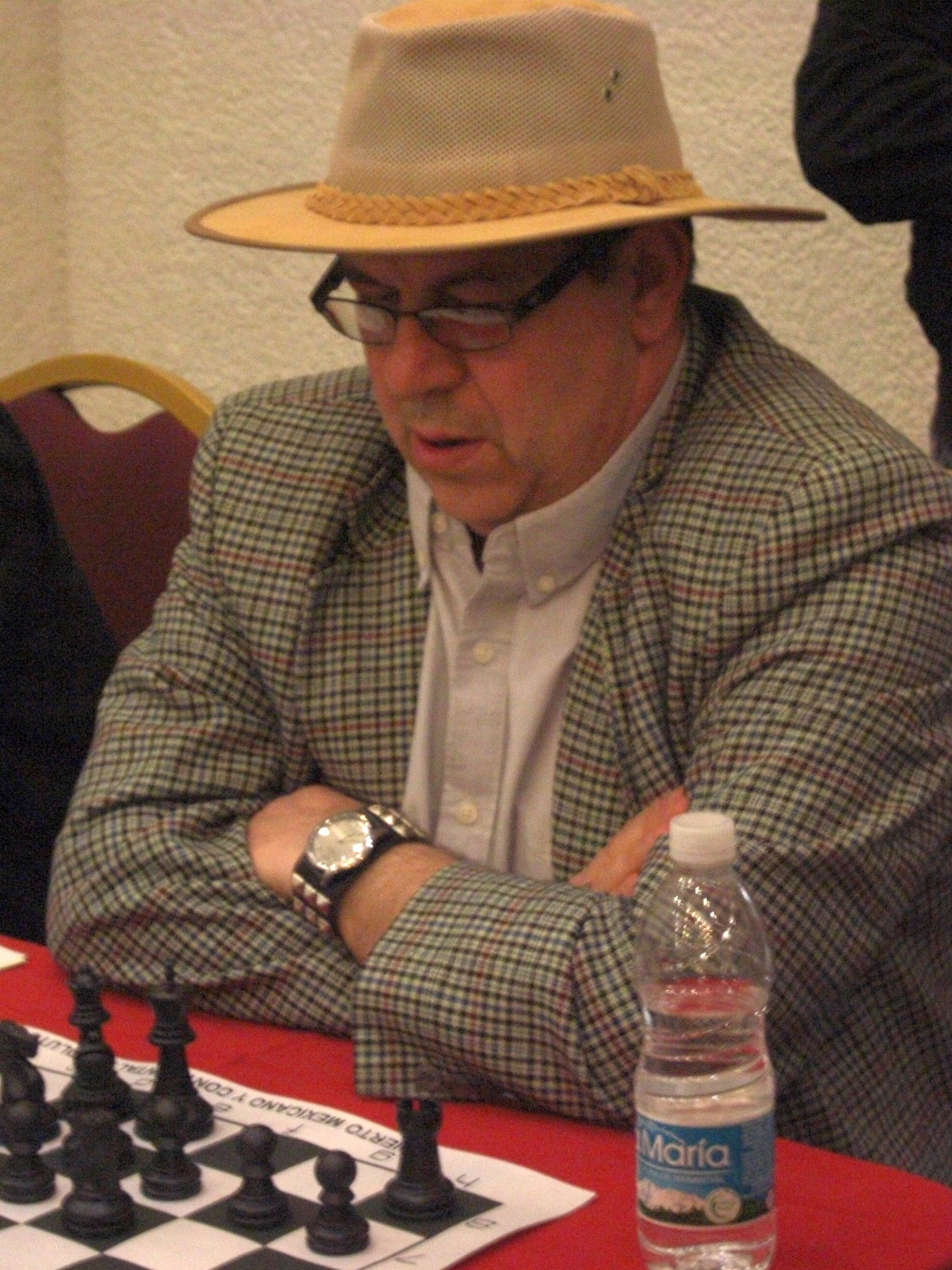
Alex Yermolinsky (* 1958)

- 1958: Alex Yermolinsky, US-amerikanischer Schachspieler
- 1959: Barbara Köhler, deutsche Lyrikerin
- 1960: Jeremy Clarkson, britischer Moderator
- 1960: Dirk Kramer, deutscher Nordischer Kombinierer
- 1960: Armin Schlechter, deutscher Philologe und Bibliothekar
- 1960: Margarete Sorg-Rose, deutsche Komponistin, Dirigentin, Autorin
- 1962: Matthias Beller, deutscher Chemiker, Leibniz-Preisträger
- 1962: Karen Friesicke, deutsche Komikerin und Schauspielerin
- 1962: Franz Heinzer, Schweizer Skirennläufer
- 1962: Alois Stadlober, österreichischer Skilangläufer, Jurist und Sportfunktionär
- 1963: Andreas Brucker, deutscher Schauspieler
- 1963: Chris Ferguson, US-amerikanischer Pokerspieler
- 1963: Jörg Woithe, deutscher Schwimmsportler
- 1964: Chris Boettcher, deutscher Hörfunkmoderator und Comedian
- 1964: Dirk Leun, deutscher Handballtrainer
- 1964: Alfredo Rodríguez Mitoma, mexikanischer Fußballspieler
- 1964: Grzegorz Nagórski, polnischer Jazzmusiker
- 1964: Patrick Sang, kenianischer Leichtathlet und Leichtathletiktrainer
- 1965: Birgit Homburger, deutsche Politikerin, MdB

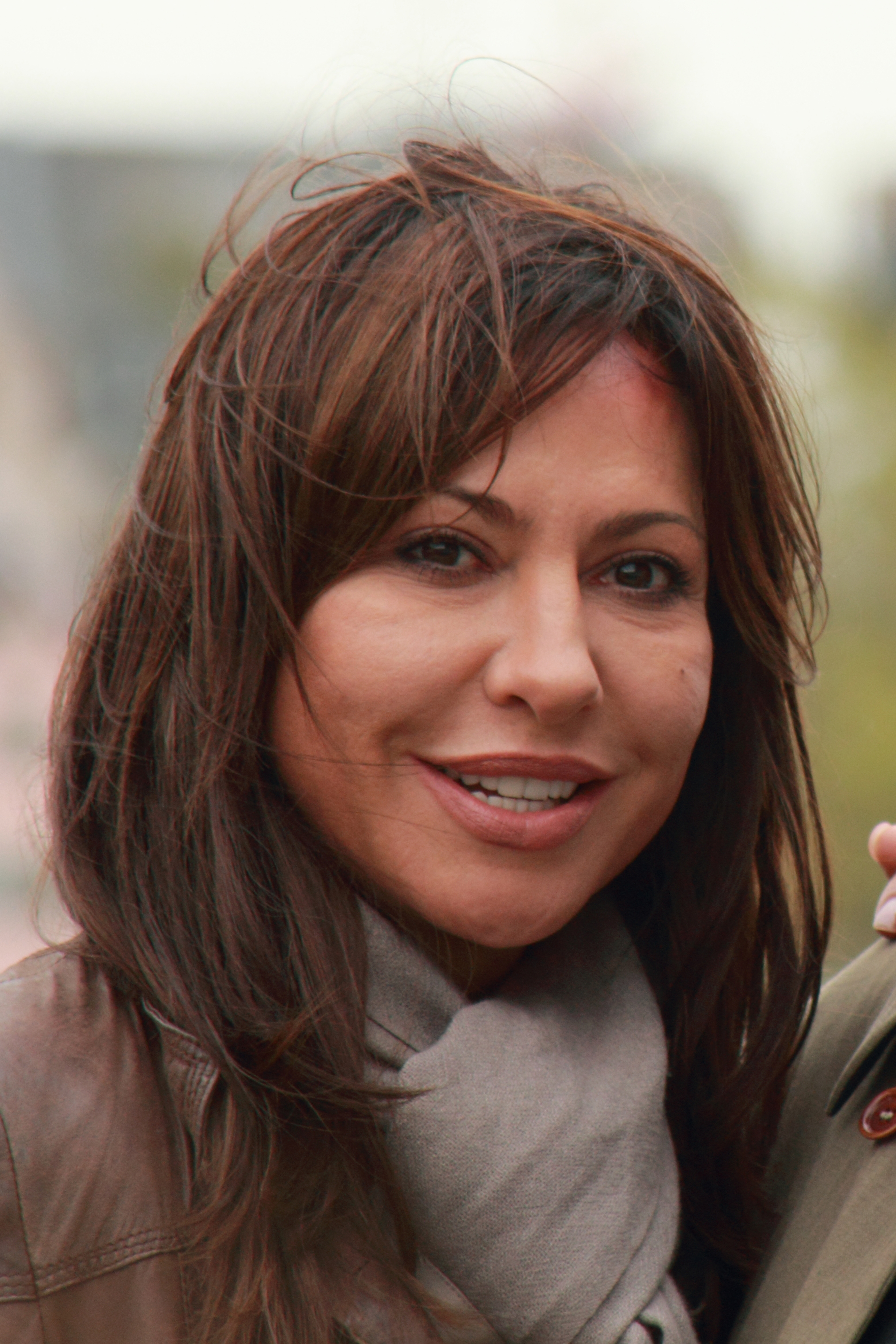
Simone Thomalla (* 1965)

- 1965: Simone Thomalla, deutsche Fernsehschauspielerin
- 1966: Andreas Fischer, deutscher Politiker
- 1966: Goldust, US-amerikanischer Wrestler
- 1966: Lisa Stansfield, britische Sängerin
- 1966: Peter Stöger, österreichischer Fußballspieler
- 1967: Lachlan Dreher, australischer Hockeyspieler
- 1967: Alejandro Gómez, spanischer Leichtathlet
- 1967: Mambo Kurt, deutscher Musiker und Alleinunterhalter
- 1967: Klaus Michael Rückert, deutscher Politiker
- 1967: Joop Stokkel, niederländischer Schwimmer und Reiter
- 1968: Sergei Wassiljewitsch Lukjanenko, russischer Science-fiction- und Fantasy-Autor
- 1969: Timo Aaltonen, finnischer Kugelstoßer
- 1969: Carsten Arriens, deutscher Tennisspieler
- 1969: Michael von Grünigen, Schweizer Skirennläufer
- 1969: Oriol Junqueras, katalanischer Historiker, Publizist und Politiker
- 1969: Caren Miosga, deutsche Moderatorin
- 1969: Chalee Tennison, US-amerikanische Country-Sängerin
- 1969: Steffen Uslar, deutscher Radrennfahrer
- 1970: Leonid Leonidowitsch Kruglow, sowjetisch-russischer Fotograf, Forschungsreisender und Ethnograph

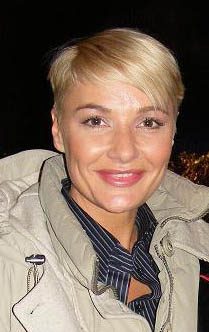
Whigfield (* 1970)

- 1970: Whigfield, dänische Sängerin
- 1971: Tomasz Gollob, polnischer Bahnsportler
- 1971: Oliver Riedel, deutscher Musiker
- 1971: Craig Walsh, US-amerikanischer Komponist und Musikpädagoge
- 1972: Annemette Jensen, dänische Langstreckenläuferin
- 1973: Christine Brand, Schweizer Schriftstellerin und Journalistin
- 1973: Blake Brockermeyer, US-amerikanischer American-Football-Spieler
- 1973: Marcin Brosz, polnischer Fußballspieler und Trainer
- 1973: Jennifer Esposito, US-amerikanische Schauspielerin
- 1973: Ross Hill, US-amerikanischer Schauspieler
- 1973: Kris Marshall, britischer Schauspieler
- 1973: Halldor Skard, norwegischer Nordischer Kombinierer
- 1974: Mario Cantaluppi, Schweizer Fußballspieler
- 1974: Àlex Corretja, spanischer Tennisspieler
- 1974: Thomas Häberli, Schweizer Fußballspieler
- 1974: Tricia Helfer, kanadisches Mannequin, Fotomodell, Schauspielerin
- 1974: Natacha Régnier, belgische Schauspielerin und Sängerin

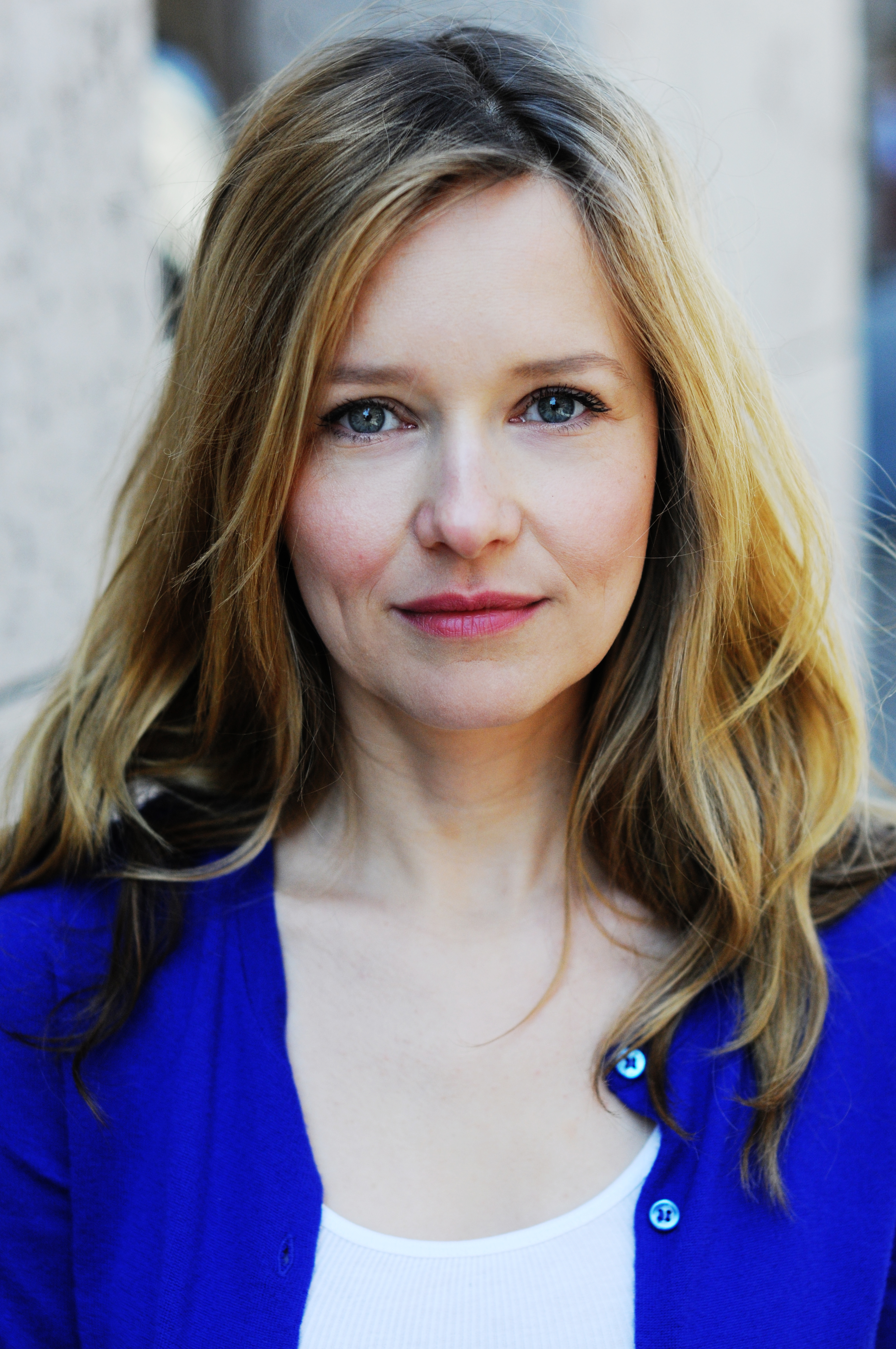
Stefanie Stappenbeck (* 1974)

- 1974: Stefanie Stappenbeck, deutsche Schauspielerin
- 1974: Mirai Yamamoto, japanische Schauspielerin
- 1975: Christian Balser, deutscher Radiomoderator, Redakteur und Sprecher
- 1975: Anita Dark, ungarische Pornodarstellerin und Nacktmodel
- 1975: Magnus Gäfgen, deutscher Entführer und Mörder
- 1975: Salomé Haller, französische Opern- und Oratoriensängerin
- 1975: Olga Hostáková, tschechische Tennisspielerin
- 1975: Reina King, US-amerikanische Schauspielerin
- 1975: Mike Ostroski, US-amerikanischer Schauspieler
- 1975: Alfredo Rampi, italienisches Unfallopfer
- 1975: Rafał Riedel, polnischer Politikwissenschaftler
- 1975: Patrick Simon, deutscher Motorsportler und Unternehmer

#### 1976–2000
- 1976: Kotomitsuki Keiji, japanischer Sumo-Ringer

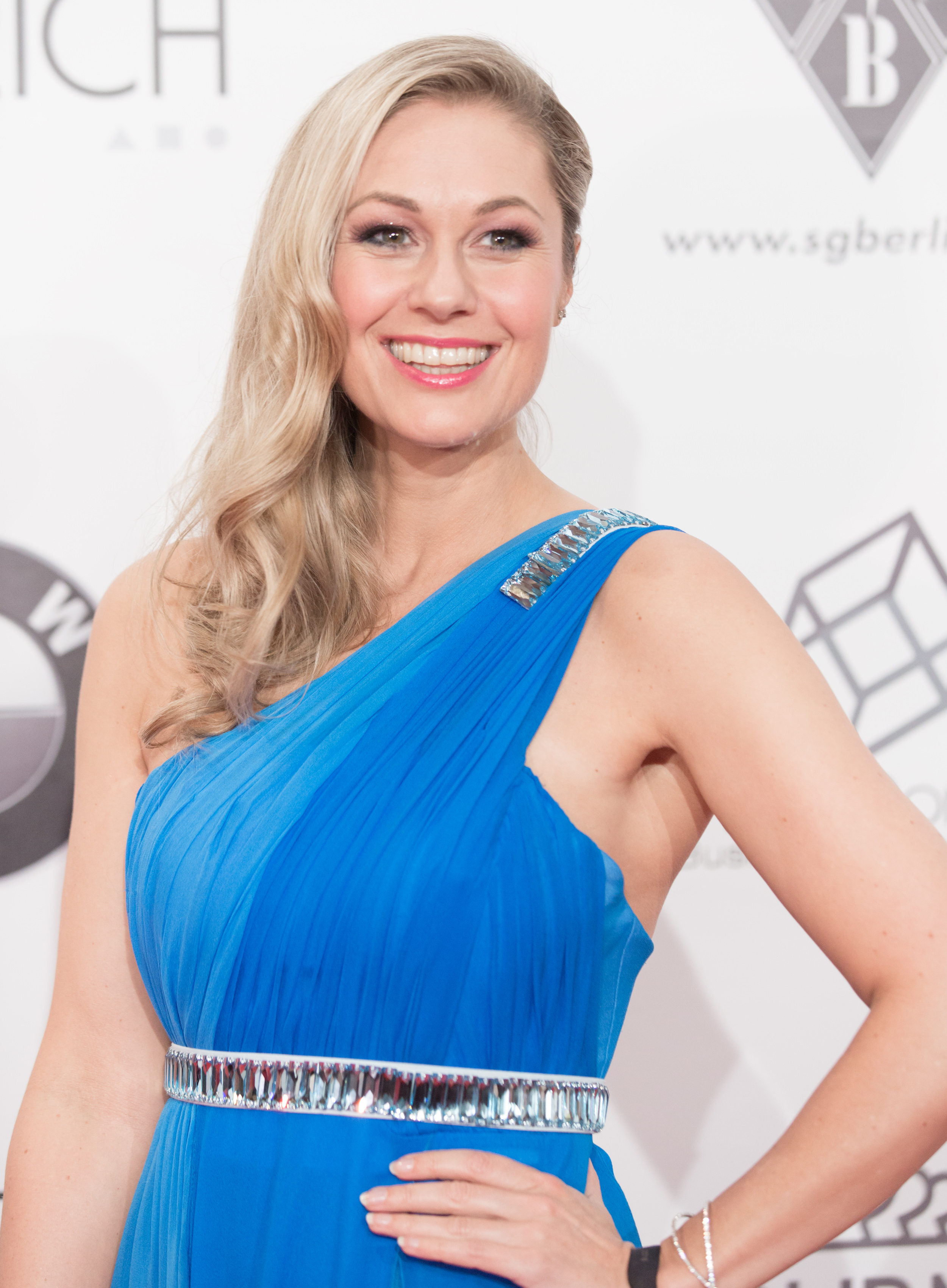
Ruth Moschner (* 1976)

- 1976: Ruth Moschner, deutsche Fernsehmoderatorin
- 1976: Antonio Pacheco, uruguayisch-italienischer Fußballspieler -trainer
- 1977: John Jackson, britischer Bobfahrer
- 1977: Jiří Magál, tschechischer Skilangläufer
- 1977: Georgi Nikolow, bulgarischer Handballspieler
- 1977: Guy Tuneh, israelischer Kontrabass-Virtuose
- 1978: Ksenija Bekeris, deutsche Politikerin
- 1978: Brett Claywell, US-amerikanischer Schauspieler
- 1978: Ariel Javier Rosada, argentinischer Fußballspieler
- 1979: Umar al-Ghamdi, saudi-arabischer Fußballspieler
- 1979: Haley Cope, US-amerikanische Schwimmerin
- 1979: Michel Riesen, Schweizer Eishockeyspieler
- 1980: Alexandre Anselmet, französischer Skirennläufer
- 1980: Siggi Kautz, deutscher Schauspieler und Musiker
- 1980: Benjamin Piwko, deutscher Kampfsportler und Schauspieler
- 1980: Keiji Tamada, japanischer Fußballspieler

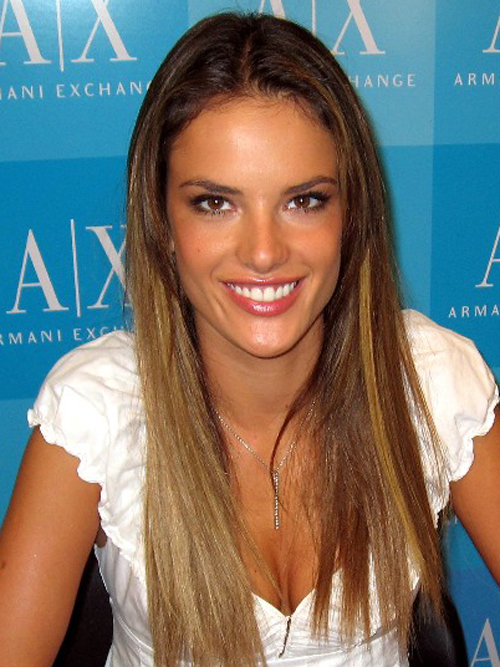
Alessandra Ambrosio (* 1981)

- 1981: Alessandra Ambrosio, brasilianisches Model
- 1981: Jerome James, belizischer Fußballspieler
- 1981: Motsi Mabuse, südafrikanische Tänzerin
- 1981: Teo Yoo, südkoreanischer Schauspieler
- 1982: Nadine Warmuth, deutsche Schauspielerin
- 1983: Summer Cem, deutscher Rapper
- 1983: Nicky Pastorelli, niederländischer Rennfahrer
- 1984: Silvia Avallone, italienische Dichterin und Schriftstellerin
- 1984: Hernán Barcos, argentinischer Fußballspieler
- 1984: Lucas di Grassi, brasilianischer Automobilrennfahrer
- 1984: Nikola Karabatić, französischer Handballspieler
- 1984: Žan Košir, slowenischer Snowboarder
- 1984: Felix Petermann, deutscher Eishockeyspieler
- 1984: Ljudmila Postnowa, russische Handballspielerin
- 1985: Lance Davids, südafrikanischer Fußballspieler
- 1986: Markus Heppke, deutscher Fußballspieler
- 1986: Mario Huhnstock, deutscher Handballspieler und -trainer
- 1986: Ana Isabelle, puerto-ricanische Sängerin, Tänzerin und Schauspielerin
- 1986: Lena Schöneborn, deutsche Moderne Fünfkämpferin
- 1986: Angelica Wallén, schwedische Handballspielerin
- 1987: Jonathan Faña Frías, dominikanischer Fußballspieler

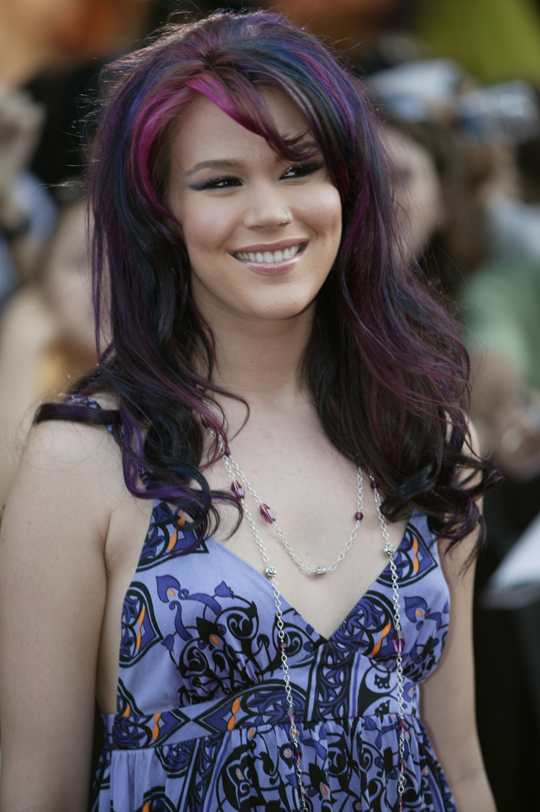
Joss Stone (* 1987)

- 1987: Joss Stone, britische Soulsängerin
- 1987: Louis Vasquez, US-amerikanischer American-Football-Spieler
- 1988: Stefan Hickl, deutscher Fußballspieler
- 1988: Mait Patrail, estnischer Handballspieler
- 1989: Marvin Angarita, kolumbianischer Radrennfahrer
- 1989: Bryan Michael Piccioli, US-amerikanischer Pokerspieler
- 1990: Dimitrios Anastasopoulos, griechischer Fußballer
- 1990: Philipp Keinath, deutscher Handballspieler
- 1990: Ville Larinto, finnischer Skispringer
- 1990: Daniel Popat, deutscher Schauspieler
- 1990: Andrea Roda, italienischer Automobilrennfahrer
- 1991: James Magnussen, australischer Schwimmer
- 1991: Thiago, spanisch-brasilianischer Fußballspieler
- 1994: Bruno Armirail, französischer Radrennfahrer
- 1994: Lukas Scepanik, deutscher Fußballspieler
- 1995: Ryan Hanson Bradford, US-amerikanischer Schauspieler
- 1995: Shirin David, deutsche Rapperin
- 1995: Li Xueyao, chinesische Skispringerin
- 1995: Hannes Zingerle, italienischer Skirennläufer
- 1996: Eric Cornel, kanadischer Eishockeyspieler
- 1997: Elie Nabot, französischer Telemarker
- 1998: Vladan Kovačević, bosnischer Fußballspieler
- 2000: Milly Alcock, australische Schauspielerin
- 2000: Morgan Lily, US-amerikanische Schauspielerin
- 2000: Adrian Robinson, botswanischer Schwimmer

### 21. Jahrhundert
- 2001: Zonovan Knight, US-amerikanischer American-Football-Spieler
- 2002: Mark Hafnar, slowenischer Skispringer
- 2006: Lee Chae-un, südkoreanischer Snowboarder
- 2014: Arabella Stanton, britische Schauspielerin

## Gestorben

### Vor dem 16. Jahrhundert
- 0678: Donus, Papst
- 0714: Guthlac, englischer Eremit und Heiliger
- 0882: Wala, Erzbischof von Metz
- 0924: Hermann I., Erzbischof von Köln
- 1031: Liudolf von Brauweiler, kaiserlicher Feldherr und Bannerträger
- 1034: Romanos III., byzantinischer Kaiser
- 1079: Stanislaus von Krakau, Bischof von Krakau, polnischer Nationalheiliger
- 1116: Lanuinus, Seliger und Gefährte von Bruno, dem Heiligen
- 1165: Stephan IV., ungarischer Gegenkönig
- 1233: Reiner von Osnabrück, deutscher Einsiedler, Seliger der katholischen Kirche
- 1240: Llywelyn ab Iorwerth, Fürst von Gwynedd
- 1245: Goffredus de Trano, italienischer Jurist
- 1287: Gebhard, Bischof von Brandenburg
- 1309: Jørund, Erzbischof von Nidaros (Trondheim)
- 1313: Guillaume de Nogaret, französischer Höfling und Berater Philipps des Schönen
- 1437: Johannes von Hoym, Bischof von Halberstadt

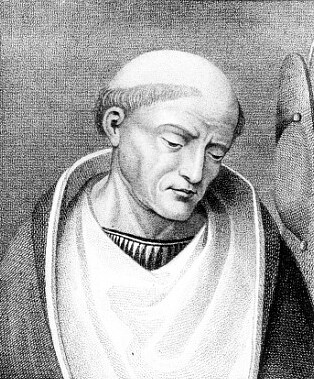
Henry Beaufort († 1447)

- 1447: Henry Beaufort, Bischof von Winchester, Kardinal, Bruder von König Heinrich IV. von England
- 1463: Gerhard III., Erzbischof von Bremen
- 1466: Johann III. von Grumbach, Bischof von Würzburg
- 1466: Guillaume de Varax, Bischof von Belley und Lausanne

### 16. bis 18. Jahrhundert
- 1508: Guidobaldo I. da Montefeltro, Herzog von Urbino
- 1512: Gaston de Foix, französischer Militär
- 1514: Donato Bramante, italienischer Maler, Baumeister und Begründer der Hochrenaissance-Architektur
- 1516: Ulrich Krafft, deutscher Prediger und Rechtsgelehrter
- 1520: Agostino Chigi, italienischer Bankier und Mäzen
- 1532: Elisabeth von Weida, Äbtissin von Gernrode
- 1532: Sōchō, japanischer Schriftsteller
- 1547: Dorothea von Dänemark, erste Herzogin von Preußen
- 1554: William Thomas, englischer Gelehrter und Verschwörer
- 1554: Thomas Wyatt, englischer Rebellenführer
- 1591: Levinus Battus, deutscher Mediziner
- 1592: Johannes Clajus, deutscher Pädagoge, evangelischer Theologe und Grammatiker
- 1596: Ludolf X. von Alvensleben, deutscher Staatsmann
- 1603: Christoph Lersner, deutscher Rechtswissenschaftler, Verwaltungsjurist und Hochschullehrer
- 1607: Bento de Góis, portugiesischer Jesuit, Missionar und Entdecker

Matthias von Oppen († 1621)

- 1621: Matthias von Oppen, deutscher Kirchenpolitiker und wirtschaftlicher Reformer
- 1631: Jeremias Sutel, deutscher Bildhauer
- 1638: Willem Jacobszoon Delff, holländischer Kupferstecher und Maler
- 1648: Matthäus Apelt, deutscher Komponist und Kirchenlieddichter
- 1681: Friedrich Ludwig von Pfalz-Zweibrücken-Landsberg, Herzog von Pfalz-Landsberg und Pfalz-Zweibrücken
- 1699: Friedrich Christian Bressand, deutscher Dichter und Opernlibrettist
- 1712: Richard Simon, französischer Exeget, Theologe, Philosoph und Historiker katholischen Glaubens
- 1714: Christoph Gerke, Bürgermeister und Chronist der Stadt Braunschweig
- 1716: Christian Knaut, deutscher Arzt, Botaniker und Bibliothekar
- 1716: Leo Ulfeldt, dänischer Adeliger, österreichischer Feldmarschall und Vizekönig von Katalonien
- 1727: Heinrich Theobald Schenk, deutscher evangelischer Theologe und Kirchenliedkomponist
- 1729: Manuel de Egüés, spanischer Komponist
- 1744: Antioch Dmitrijewitsch Kantemir, russischer Dichter, Satiriker und Diplomat
- 1746: Sadiq Muhammad Khan I., Nawab von Bahawalpur
- 1753: Lorenz Strahlborn, Lübecker Stück- und Glockengießer
- 1759: Heinrich Gottfried Haferung, deutscher lutherischer Theologe
- 1760: Moritz von Anhalt-Dessau, preußischer Heerführer
- 1760: Louis de Silvestre, französischer Maler, Oberhofmaler in Sachsen
- 1769: Anna Canalis di Cumiana, morganatische Ehefrau des Königs Viktor Amadeus II. von Sardinien
- 1770: August Wilhelm Reinhart, deutscher evangelischer Theologe
- 1771: Rudolph Culemann, deutscher Beamter
- 1780: Moritz Wilhelm von der Asseburg, preußischer Generalmajor
- 1781: Joseph Gregor Winck, deutscher Maler und Stuckateur
- 1790: Charles Churchill, britischer Seemann und Meuterer auf der Bounty
- 1790: Matthew Thompson, britischer Seemann und Meuterer auf der Bounty
- 1798: Karl Wilhelm Ramler, deutscher Dichter und Philosoph der Aufklärung

### 19. Jahrhundert
- 1804: Joaquín del Pino Sánchez de Rojas, spanischer Gouverneur von Montevideo, Gouverneur von Chile und Vizekönig des Río de la Plata
- 1817: William Beloe, britischer Schriftsteller, Übersetzer und Herausgeber
- 1818: Carl Andreas Göpfert, deutscher Komponist

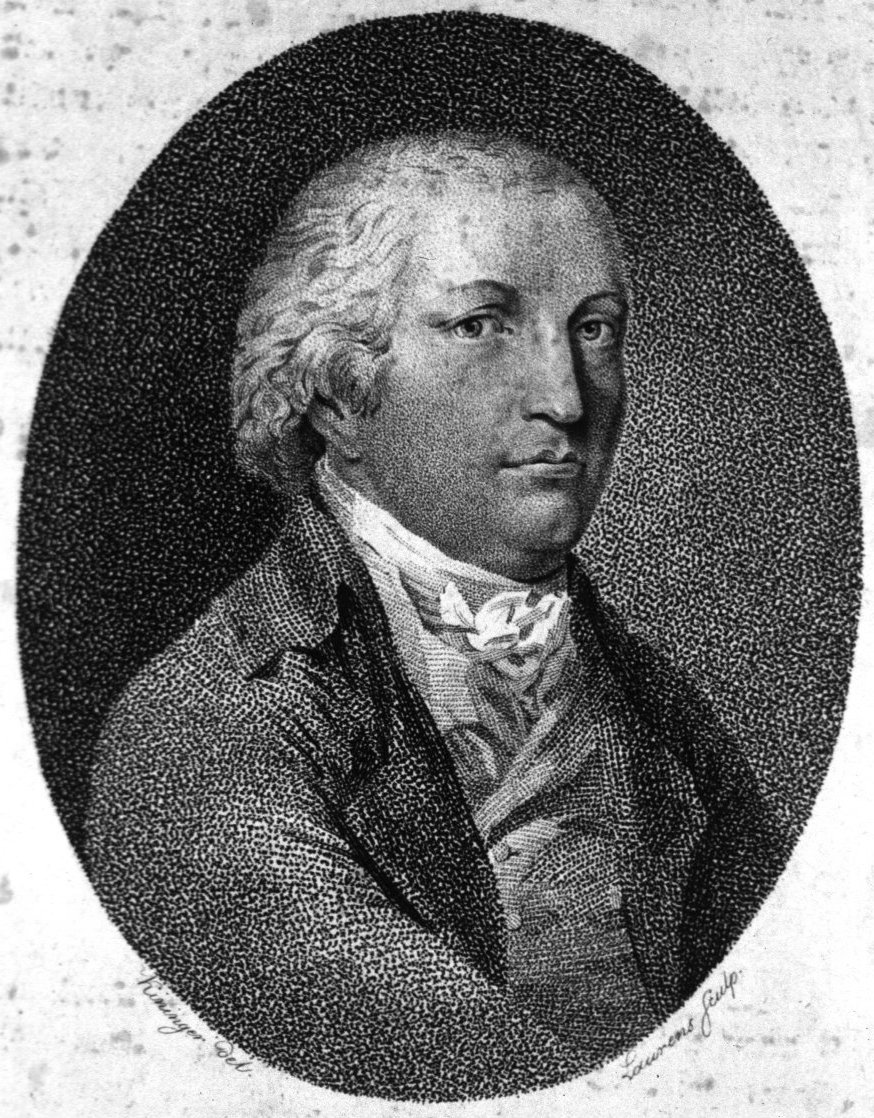
Georg Joseph Beer († 1821)

- 1821: Georg Joseph Beer, österreichischer Begründer der wissenschaftlich fundierten Augenheilkunde
- 1822: Friedrich Wilhelm Hermann, deutscher Jurist
- 1842: Sándor Csoma, ungarischer Forschungsreisender, Begründer der Tibetologie
- 1843: Gawrila Andrejewitsch Ratschinski, russischer Komponist
- 1853: Louis Emmanuel Jadin, französischer Komponist
- 1858: Bernard Sarrette, französischer Dirigent und Musikpädagoge
- 1860: Caroline Vanhove, niederländisch-französische Schauspielerin
- 1870: Arthur Lutze, deutscher Heilpraktiker
- 1870: Justo José de Urquiza, argentinischer Präsident
- 1875: Andrew Jackson Hamilton, US-amerikanischer Kommunalpolitiker, Gouverneur von Texas
- 1875: Samuel Heinrich Schwabe, deutscher Astronom
- 1881: Karl Friedrich Ferdinand Lachmann, deutscher Pädagoge
- 1881: Johann Claussen Schmid, deutscher Orgelbauer
- 1884: Charles Reade, britischer Schriftsteller
- 1889: Émile de Najac, französischer Librettist
- 1889: Herman van der Wijck, niederländischer Kolonialbeamter
- 1890: Joseph Merrick, britischer Darsteller („Elefantenmensch“)

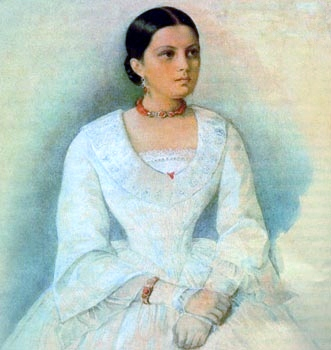
Awdotja Jakowlewna Panajewa († 1893)

- 1893ː Awdotja Jakowlewna Panajewa, russische Schriftstellerin
- 1894: Constantin Lipsius, deutscher Architekt und Architekturtheoretiker
- 1894: Friedrich Neelsen, deutscher Pathologe und Wissenschaftler
- 1895: Lothar Meyer, deutscher Arzt und Chemiker
- 1895: Heinrich Friedrich Wilhelm Perizonius, deutscher Theologe
- 1897: Johann Nepomuk Brischar, deutscher Kirchenhistoriker

### 20. Jahrhundert

#### 1901–1950
- 1901ː Élise de Pressensé, schweizerisch-französische Autorin und Wohltäterin
- 1902: Wade Hampton III., US-amerikanischer General und Politiker, Gouverneur von South Carolina
- 1908: Henry Edward Bird, britischer Schachspieler
- 1911: Władysław Floriański, polnischer Sänger und Opernregisseur
- 1911: Alois Reckendorf, deutscher Pianist, Musikpädagoge, Komponist
- 1914: Helena Guerra, italienische Ordensgründerin

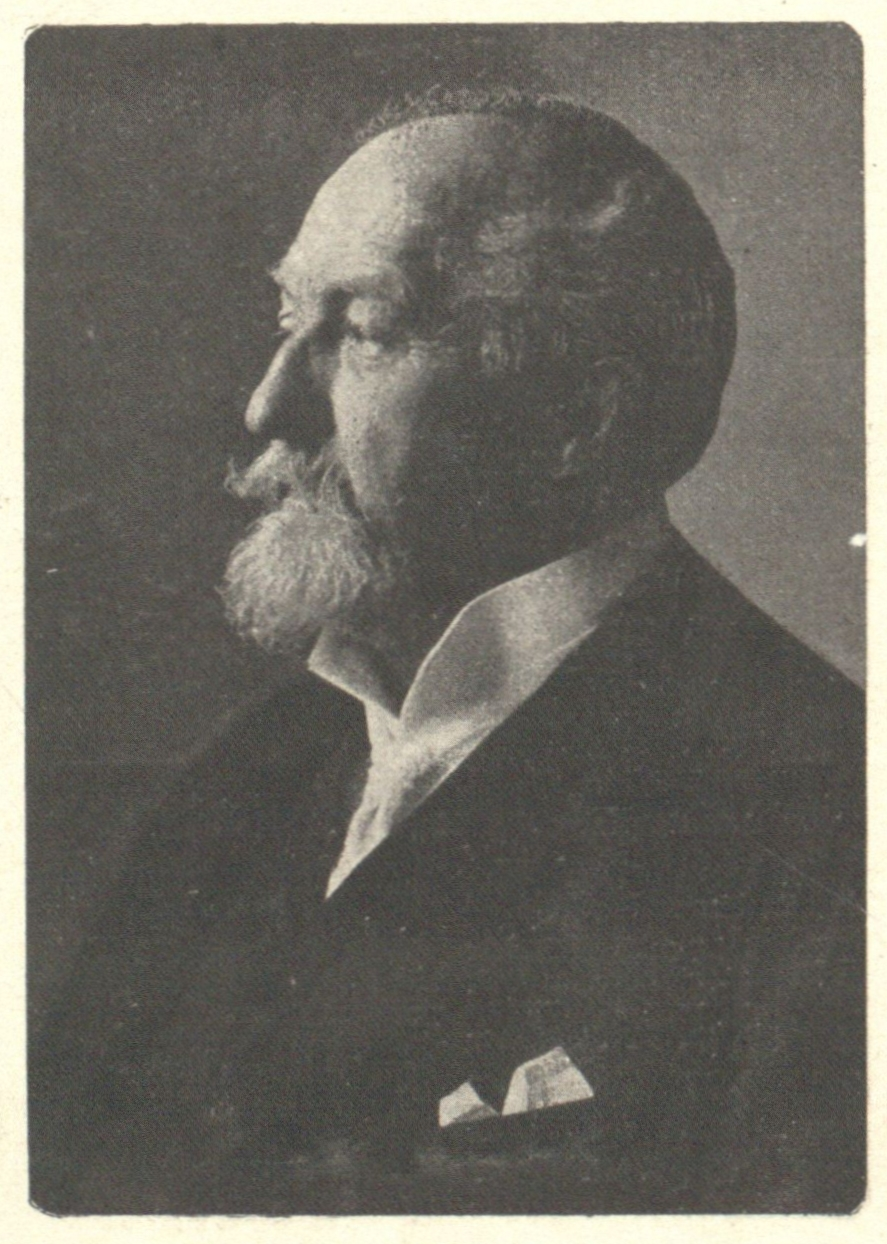
Otto Wagner († 1918)

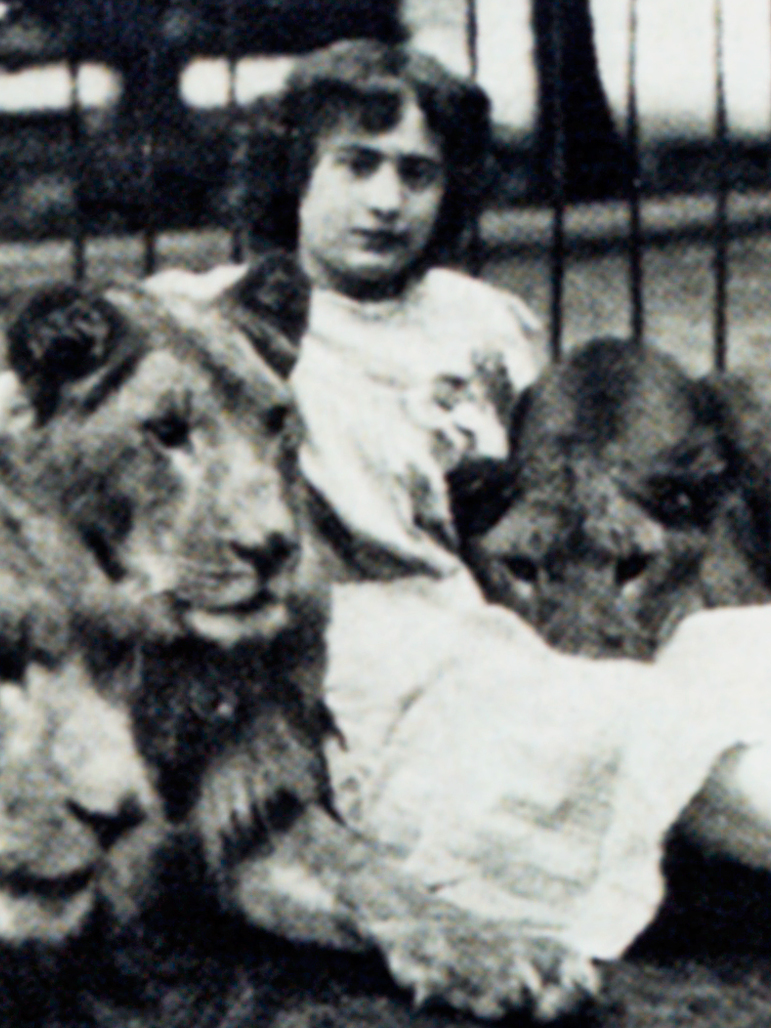
Tilly Bébé († 1932)

- 1918: Otto Wagner, österreichische Architekt, Architekturtheoretiker und Stadtplaner Wiens
- 1921: Auguste Viktoria von Schleswig-Holstein-Sonderburg-Augustenburg, deutsche Kaiserin
- 1924: Christian Bürckstümmer, deutscher evangelischer Geistlicher und Hochschullehrer
- 1925: Lewis D. Apsley, US-amerikanischer Politiker
- 1926: Benno Orenstein, deutscher Kaufmann und Maschinenbau-Unternehmer
- 1926: Olindo Raggi, italienischer Motorradrennfahrer
- 1931: Teresa Claramunt, spanische Feministin, Anarchistin und Syndikalistin
- 1931: Sophus Claussen, dänischer Schriftsteller
- 1932ː Tilly Bébé, österreichische Dompteuse
- 1935: Anna Katharine Rohlfs, US-amerikanische Schriftstellerin
- 1936: Karl Schell, Schweizer Komponist, Dirigent und Organist
- 1937: Philip van Dijk, niederländischer Fußballspieler
- 1937: Smizer Schylunowitsch, belarussischer Politiker und Schriftsteller
- 1941: Walter Jack Duncan, US-amerikanischer Kriegsmaler
- 1942: Gaspar Camps i Junyent, spanischer Maler
- 1942: Ewald von Lochow, preußischer General
- 1943: Federico Cattani Amadori, italienischer Geistlicher, Kurienkardinal
- 1945: Wilhelm Beyer, deutscher Politiker
- 1945: Gustav Frenssen, deutscher Schriftsteller
- 1950: Bainbridge Colby, US-amerikanischer Außenminister

#### 1951–2000
- 1951: Panama Al Brown, panamaischer Boxer
- 1952ː Sophia Becker-Leber, deutsche Blumenmalerin
- 1955: Mario Alborghetti, italienischer Automobilrennfahrer
- 1955: Arthur E. Nelson, US-amerikanischer Politiker
- 1955: Leo Schrattenholz, deutscher Komponist, Cellist und Musikpädagoge

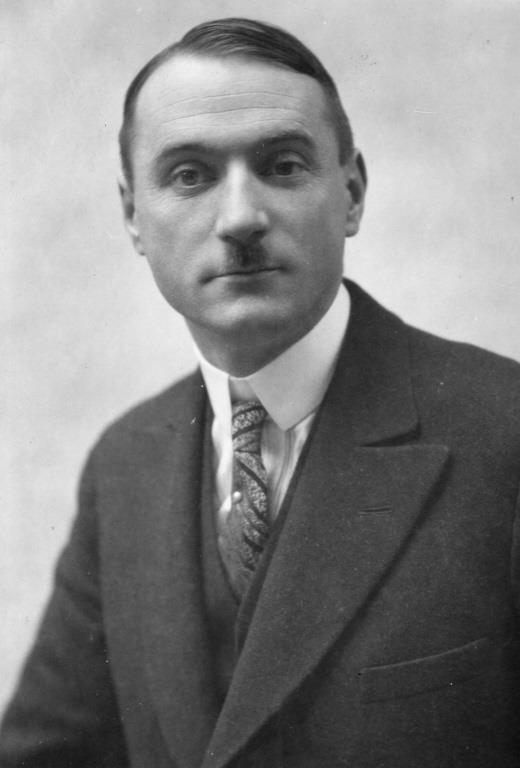
Marcel Pilet-Golaz († 1958)

- 1958: Henri de Kérillis, französischer Militär und Politiker
- 1958: Marcel Pilet-Golaz, Schweizer Politiker
- 1962: Michael Curtiz, ungarisch-US-amerikanischer Filmregisseur
- 1963: Franz Karl Ginzkey, österreichischer Dichter und Schriftsteller
- 1963: Arthur Jonath, deutscher Leichtathlet, Olympiamedaillengewinner
- 1964: Hans Franck, deutscher Schriftsteller und Dramaturg
- 1967: Murata Shūgyo, japanischer Lyriker
- 1968: Max Brose, deutscher Kaufmann und Industrieller
- 1969: Herbie Haymer, US-amerikanischer Jazz-Tenorsaxophonist
- 1969: Ludvig Irgens-Jensen, norwegischer Komponist
- 1970: Victor Desautels, kanadischer Sänger und Impresario
- 1970: Lis Goebel, deutsche Malerin

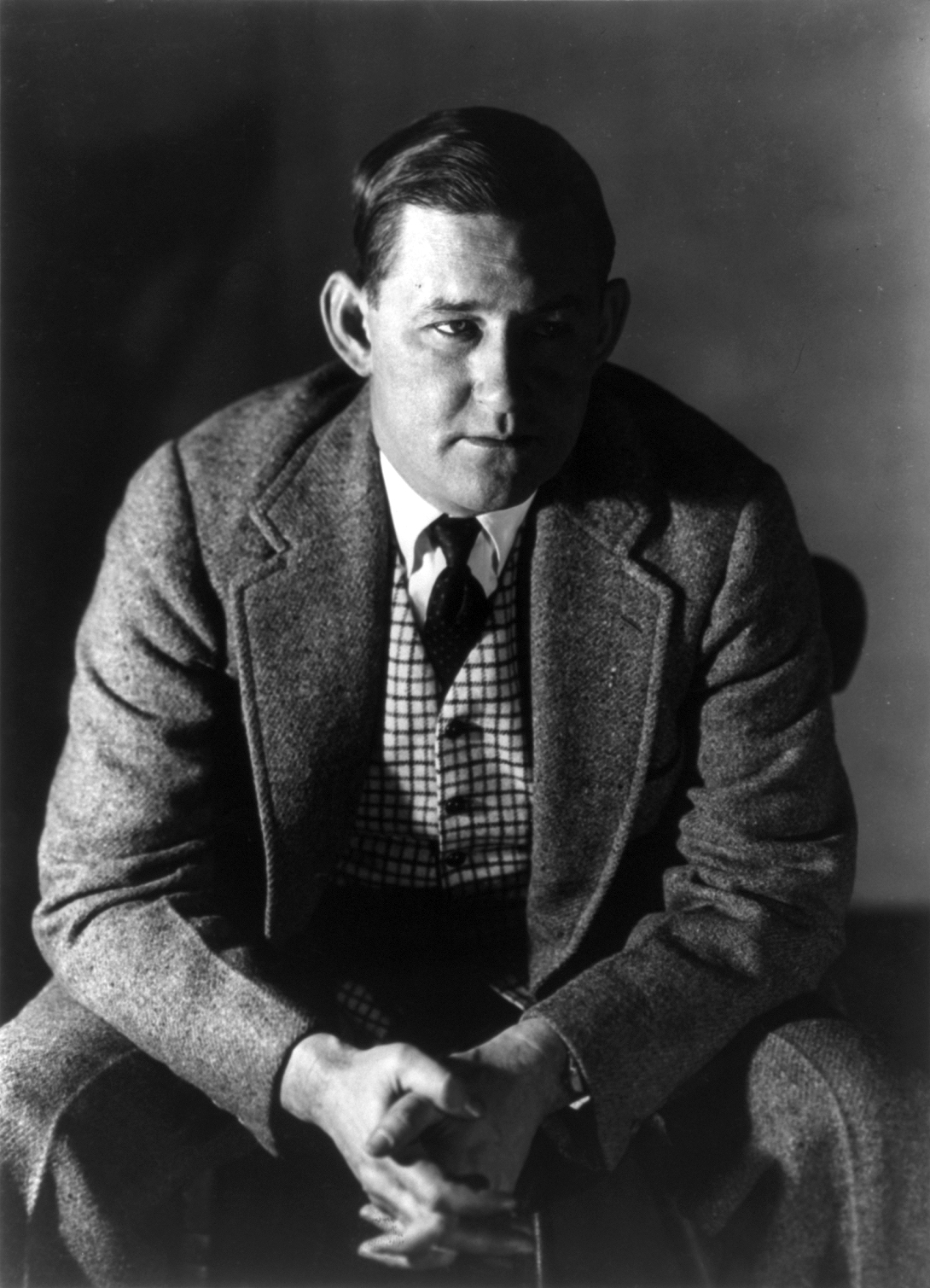
John O’Hara († 1970)

- 1970: John O’Hara, US-amerikanischer Schriftsteller
- 1971: Zbigniew Drzewiecki, polnischer Pianist und Musikpädagoge
- 1971: Marcel Gromaire, französischer Maler
- 1972: Solomon Aaron Berson, US-amerikanischer Mediziner
- 1972: Lucien Erb, französischer Autorennfahrer
- 1974: Edmund Nick, österreichisch-deutscher Komponist, Kapellmeister und Musikschriftsteller
- 1976: Lou Scheper-Berkenkamp, deutsche Malerin
- 1977: Jacques Prévert, französischer Autor, Dichter und Chansonnier
- 1979: Mohammed Ali Akid, tunesischer Fußballspieler
- 1983: Harm Dallmeyer, deutscher Politiker, MdB

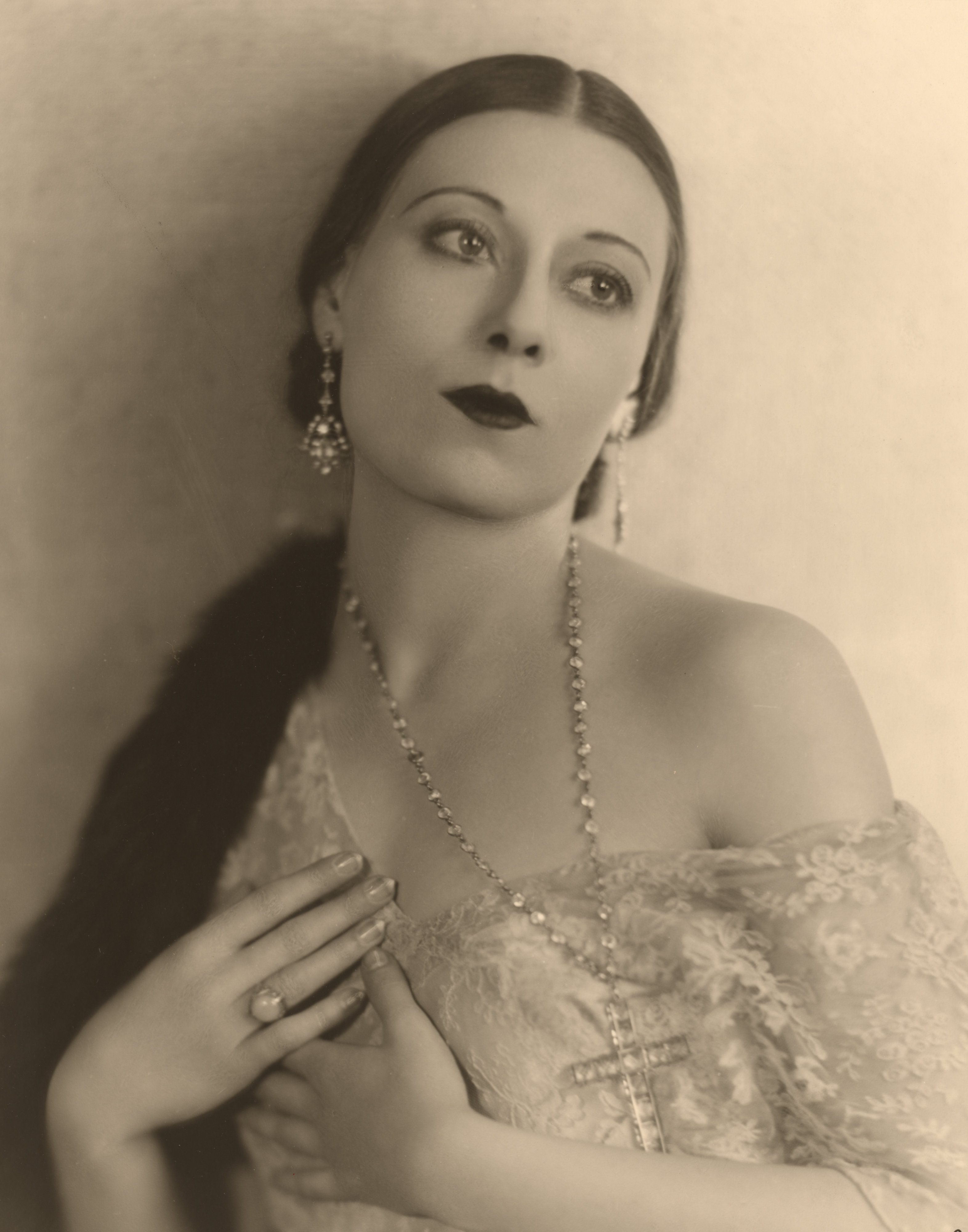
Dolores del Río († 1983)

- 1983: Dolores del Río, mexikanische Schauspielerin
- 1984: Fritz Rotter, österreichischer Autor und Komponist
- 1984: Hildegard Schaeder, deutsche Kirchenhistorikerin, Widerstandskämpferin, Gerechte unter den Völkern
- 1985: Bunny Ahearne, irischer Eishockeyfunktionär, Präsident der IIHF

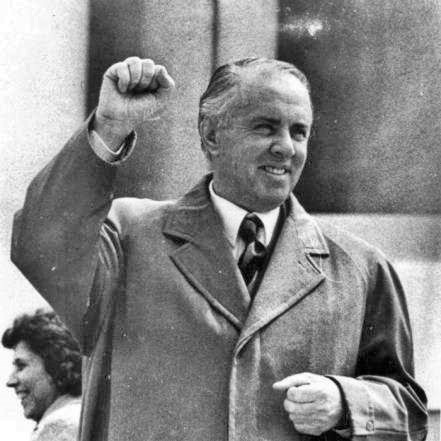
Enver Hoxha († 1985)

- 1985: Enver Hoxha, politischer Führer Albaniens
- 1985: Fred Uhlman, deutscher Rechtsanwalt, Maler und Schriftsteller
- 1987: Erskine Caldwell, US-amerikanischer Schriftsteller
- 1987: Primo Levi, italienischer Schriftsteller und Chemiker
- 1989: Orhon Murat Arıburnu, türkischer Autor
- 1991: Chester Anderson, US-amerikanischer Dichter und Science-fiction-Schriftsteller
- 1991: Dag Bryn, norwegischer Diplomat
- 1991: Syria Poletti, italienisch-argentinische Schriftstellerin und Journalistin
- 1993: Rolf Junghanns, deutscher Pianist und Musikwissenschaftler
- 1995: František Daniel Merth, tschechischer Priester und Dichter
- 1998: Francis Durbridge, britischer Krimi-Schriftsteller
- 1998: Ivan Tcherepnin, US-amerikanischer Komponist, Dirigent und Musikpädagoge
- 2000: Marija Atanassowa, bulgarische Politikerin und Pilotin
- 2000: Lucia Dlugoszewski, US-amerikanische Komponistin
- 2000: Ernst Voigt, deutscher Erprobungsflieger der Wehrmacht

### 21. Jahrhundert
- 2001: Joe Viola, US-amerikanischer Jazzmusiker
- 2004: Paul Hamburger, österreichischer Pianist
- 2004: Megumu Sagisawa, japanische Schriftstellerin
- 2004: Said El-Naggar, ägyptischer Hochschullehrer und Mitglied des WTO Appellate Body
- 2005: Anna Andersch-Marcus, deutsche Glasmalerin
- 2005: Jerry Byrd, US-amerikanischer Countrysänger und Musiker
- 2005: Maria Rowohlt, deutsche Schauspielerin
- 2006: June Pointer, US-amerikanische Sängerin (The Pointer Sisters)
- 2006: Proof, US-amerikanischer Rapper (D12)
- 2007: Bob Dyer, US-amerikanischer Singer-Songwriter, Autor und Filmemacher
- 2007: Just Jahn, deutscher Ruderer
- 2007: Loïc Leferme, französischer Apnoetaucher
- 2007: Ronald Speirs, US-amerikanischer Offizier

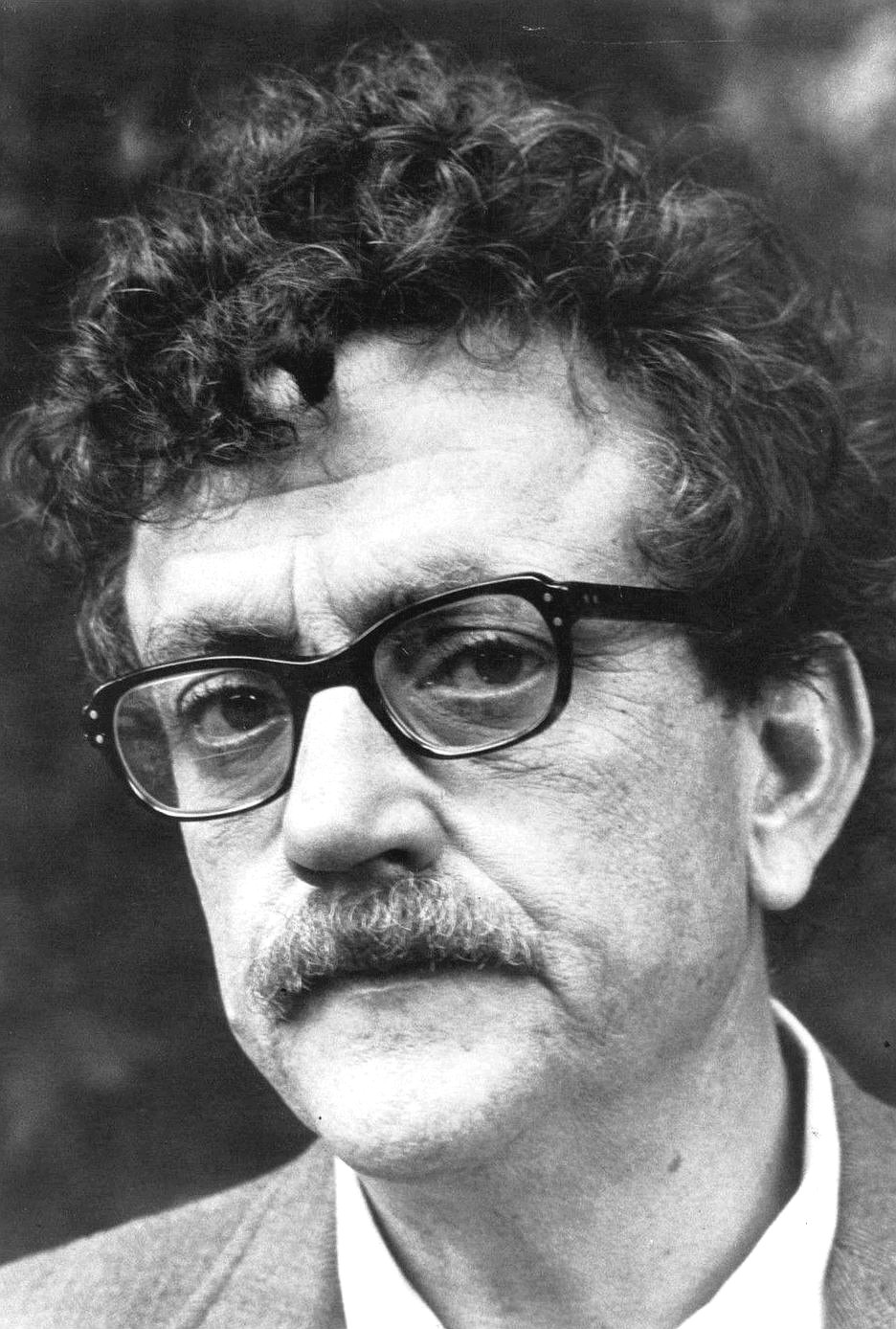
Kurt Vonnegut († 2007)

- 2007: Kurt Vonnegut, US-amerikanischer Schriftsteller
- 2007: Gordon Wilkins, britischer Journalist und Autorennfahrer
- 2008: Claude Abbes, französischer Fußballspieler
- 2010: István Koloss, ungarischer Organist und Komponist
- 2010: Herbert Peter, deutscher Landeskirchenmusikdirektor und Komponist
- 2010: Julia Tsenova, bulgarische Komponistin und Pianistin
- 2011: La Esterella, belgische Sängerin
- 2011: Brigitte Matschinsky-Denninghoff, deutsche Bildhauerin
- 2011: Jørgen Munk Plum, dänischer Leichtathlet und Tierarzt
- 2011: Graciela Naranjo, venezolanische Sängerin und Schauspielerin
- 2012: Ahmed Ben Bella, algerischer Präsident
- 2014: Rolf Brem, Schweizer Bildhauer und Grafiker
- 2015: François Maspero, französischer Autor, Journalist, Verleger und Übersetzer
- 2015: Horst Parson, österreichischer Architekt
- 2016: Hubertus Ernst, deutscher Unternehmer und Rallyefahrer
- 2016: Franz Schupp, österreichischer Philosoph und Theologe
- 2017: Michael Ballhaus deutscher Kameramann
- 2017: Jerzy Gajek, polnischer Pianist und Musikpädagoge
- 2017: J. Geils, US-amerikanischer Gitarrist
- 2017: Michael Schultheis, US-amerikanischer Jesuit und Wirtschaftswissenschaftler
- 2018: Peter Eduard Mayer, deutscher Bauingenieur
- 2019: Charlie Rodríguez, puerto-ricanischer Salsamusiker
- 2020: Colby Cave, kanadischer Eishockeyspieler

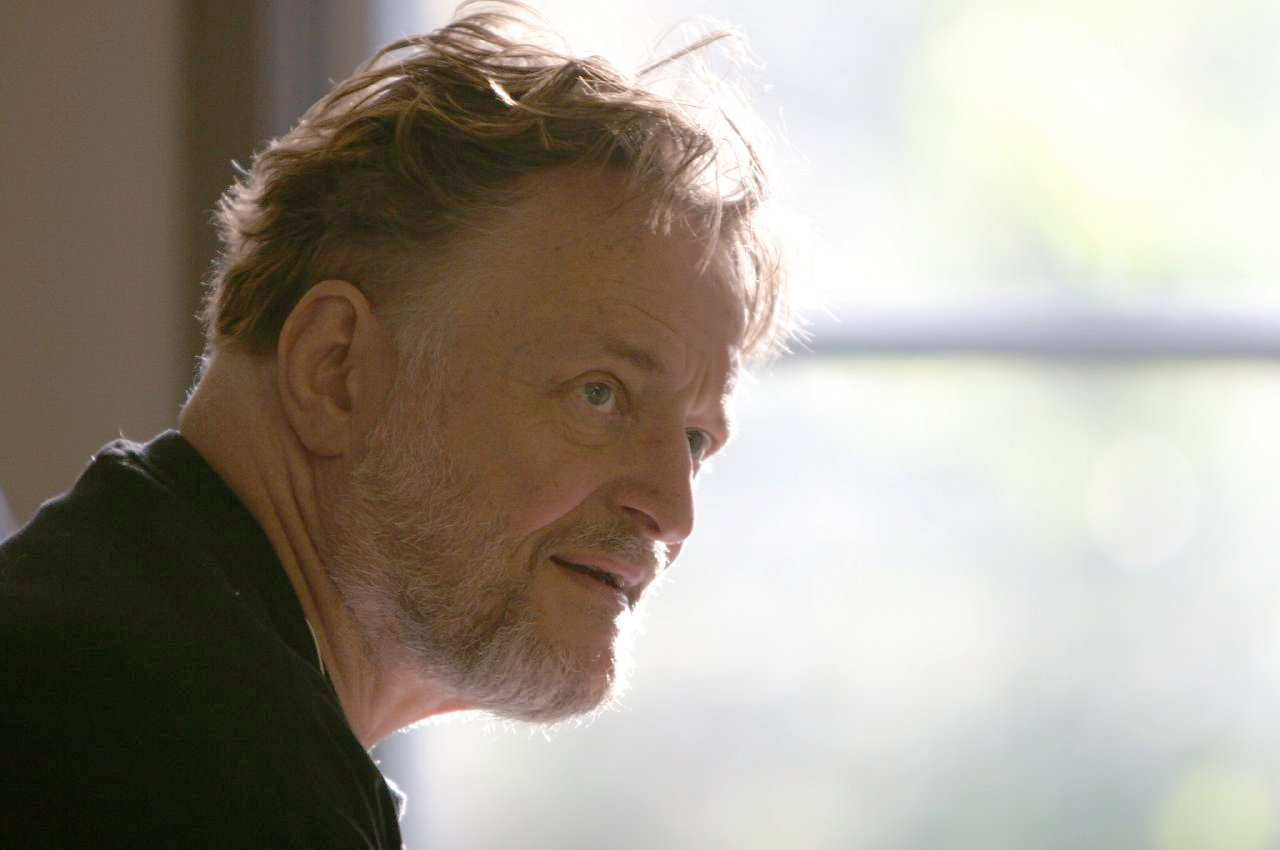
John Horton Conway († 2020)

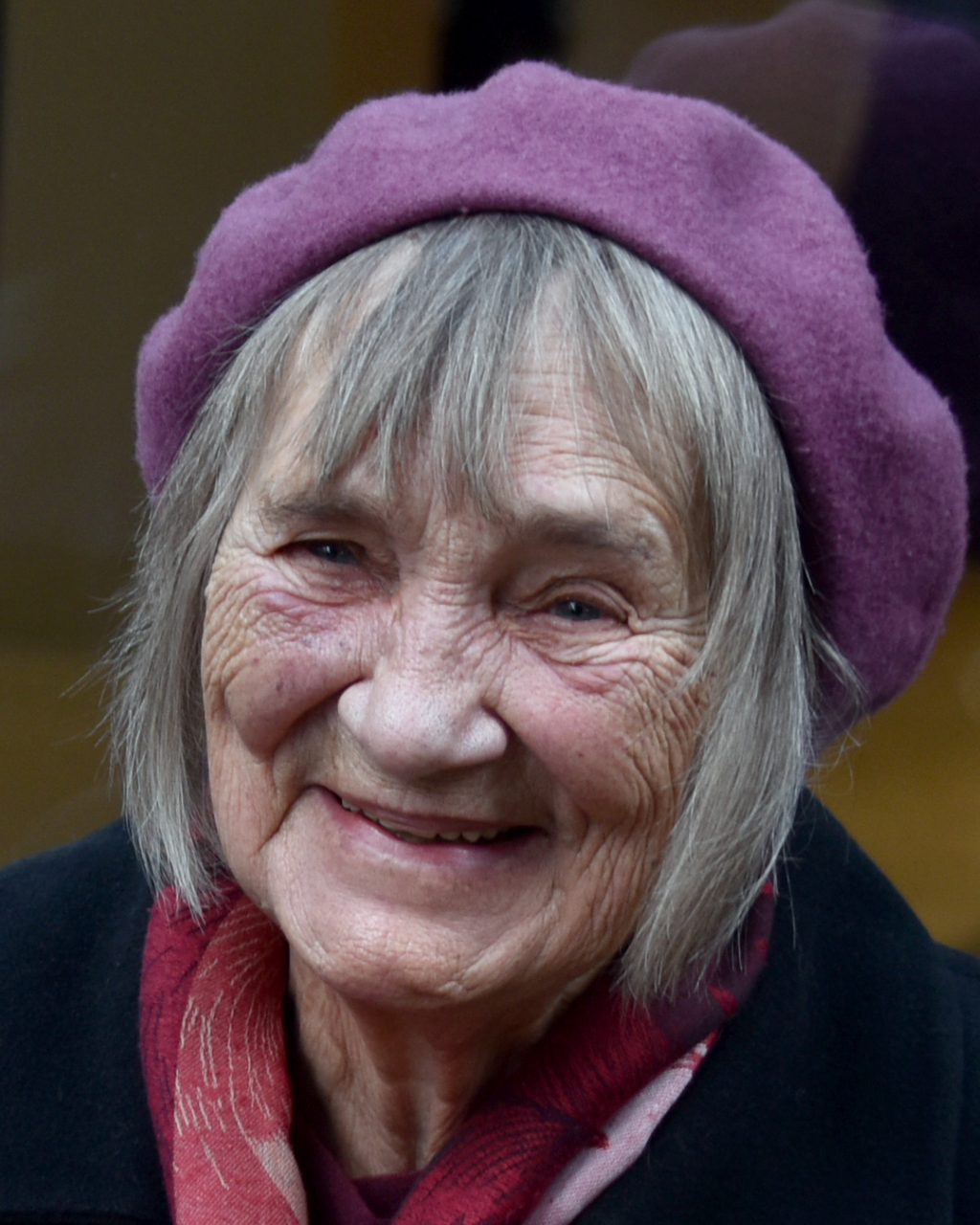
Dana Němcová († 2023)

- 2020: John Horton Conway, britischer Mathematiker
- 2020: Liu Dehai, chinesischer Pipaspieler, Komponist und Musikpädagoge
- 2020: Edem Kodjo, togoischer Politiker
- 2021: Staņislavs Lugailo, sowjetischer Volleyballspieler
- 2022: Kai Tobias, deutscher Umweltplaner und Ökologe
- 2023: Lotti Krekel, deutsche Schauspielerin und Sängerin
- 2023: Dana Němcová,  tschechische Psychologin, Politikerin und Bürgerrechtlerin
- 2024: Anna-Greta Leijon, schwedische Politikerin
- 2025ː Petra Laseur, niederländische Schauspielerin

## Feier- und Gedenktage
- Kirchliche Gedenktage
  - Matthäus Apelt, deutscher Kantor und Dichter (evangelisch)
  - Hl. Guthlac, angelsächsischer Adeliger, Einsiedler und Schutzpatron (katholisch)
  - Hl. Stanislaus von Krakau, polnischer Adeliger, Märtyrer und Bischof (katholisch, nicht in Polen)

Weitere Einträge enthält die Liste von Gedenk- und Aktionstagen.

## Trivia
Nach Berechnungen des britischen Computerwissenschaftlers William Tunstall-Pedoe war der 11. April 1954 der langweiligste Tag seit Beginn des 20. Jahrhunderts.